# Канада на летних Олимпийских играх 2016
Канада на летних Олимпийских играх 2016 года была представлена 310 спортсменами в 27 видах спорта. Олимпийские лицензии канадские спортсмены не смогли завоевать лишь в гандболе. Знаменосцем сборной Канады на церемонии открытия Игр стала олимпийская чемпионка в прыжках на батуте Розанна Макленнан, а на церемонии закрытия — пловчиха Пенни Олексяк, которая стала чемпионкой Игр в плавании на дистанции 100 метров вольным стилем, а также завоевала ещё серебро в баттерфляе и две бронзовые медали в эстафетном плавании. По итогам соревнований на счету канадских спортсменов было 4 золотых, 3 серебряных и 15 бронзовых медалей, что позволило сборной Канаде занять 20-е место в неофициальном медальном зачёте.

## Медали
| Золото  | |                                                           |            |
| №       | Спортсмены | Вид спорта (дисциплина)                                   | Дата       |
| 1       | Пенни Олексяк | Плавание (100 метров вольным стилем, женщины)             | 11 августа |
| 2       | Розанна Макленнан | Прыжки на батуте (женщины)                                | 12 августа |
| 3       | Дерек Друэн | Лёгкая атлетика (прыжки в высоту, мужчины)                | 16 августа |
| 4       | Эрика Уибе | Борьба (вольная, до 75 кг, женщины)                       | 18 августа |
| Серебро | |                                                           |            |
| №       | Спортсмены | Вид спорта (дисциплина)                                   | Дата       |
| 1       | Пенни Олексяк | Плавание (100 метров баттерфляем, женщины)                | 7 августа  |
| 2       | Линдсей Дженнерич Патрисия Оби | Академическая гребля (двойки парные, лёгкий вес, женщины) | 12 августа |
| 3       | Андре Де Грасс | Лёгкая атлетика (бег на 200 метров, мужчины)              | 18 августа |
| Бронза  | |                                                           |            |
| №       | Спортсмены | Вид спорта (дисциплина)                                   | Дата       |
| 1       | Сандрин Менвиль Шанталь ван Ландегхем Тейлор Рак Пенни Олексяк Мишель Уильямс | Плавание (4×100 метров вольным стилем, женщины)           | 6 августа  |
| 2       | Кайли Масс | Плавание (100 метров на спине, женщины)                   | 8 августа  |
| 3       | Женская сборная по регби-7 Шакира Бейкер Бриттани Бенн Ханна Дарлинг Джен Киш Меган Лукан Жислен Лэндри Кайла Молески Карен Пакен Келли Расселл Эшли Стеди Наташа Уотчем-Рой Черити Уильямс Бианка Фарелла                                                                                 | Регби-7 (женщины)                                         | 8 августа  |
| 4       | Меган Банфето Розелин Фильон | Прыжки в воду (синхронная вышка, 10 метров, женщины)      | 9 августа  |
| 5       | Кеннеди Госс Бриттани Маклейн Пенни Олексяк Эмили Оверхольт Катерин Савар Тейлор Рак | Плавание (4×200 метров вольным стилем, женщины)           | 10 августа |
| 6       | Хилари Кэлдуэлл | Плавание (200 метров на спине, женщины)                   | 12 августа |
| 7       | Эллисон Беверидж Лора Браун Ясмин Глессер Кирсти Лэй Джорджия Симмерлинг | Велоспорт (командная гонка преследования, мужчины)        | 13 августа |
| 8       | Брианна Тейсен-Итон | Лёгкая атлетика (семиборье, женщины)                      | 13 августа |
| 9       | Андре Де Грасс | Лёгкая атлетика (бег на 100 метров, мужчины)              | 14 августа |
| 10      | Дамиан Уорнер | Лёгкая атлетика (десятиборье, мужчины)                    | 18 августа |
| 11      | Меган Банфето | Прыжки в воду (вышка, 10 метров, женщины)                 | 18 августа |
| 12      | Эрик Ламаз | Конный спорт (личный конкур)                              | 19 августа |
| 13      | Аким Хейнс Аарон Браун Брендон Родни Андре Де Грасс Моболаде Аджомале | Лёгкая атлетика (эстафета 4×100 метров, мужчины)          | 19 августа |
| 14      | Женская сборная по футболу Джанин Бекки Жозе Беланже Кадейша Бьюкенен Сабрина Д’Анджело Шелина Задорски Ребекка Куинн Стефани Лаббе Эшли Лоуренс Дайана Мэтисон Нишель Принс Дин Роуз Кристин Синклер Дезири Скотт Мелисса Танкреди Риан Уилкинсон Джесси Флеминг Аллиша Чепмен Софи Шмидт | Футбол (женщины)                                          | 19 августа |
| 15      | Кэтрин Пендрел | Велоспорт (кросс-кантри, женщины)                         | 20 августа |

## Состав сборной
Академическая гребля
1. Жюльен Баэн
2. Эрик Вёльфль
3. Роберт Гибсон
4. Уильям Дин
5. Уилл Кротерс
6. Кай Лангерфелд
7. Максвелл Латтимер
8. Паскаль Люссье
9. Конлин Маккейб
10. Николас Прэтт
11. Брендан Ходж
12. Тим Шрийвер
13. Сузанна Грейнджер
14. Линдсей Дженнерич
15. Антье фон Зайдлиц-Курцбах
16. Карлинг Зимэн
17. Дженнифер Мартинс
18. Натали Мастраччи
19. Кристи Нёрс
20. Патрисия Оби
21. Лиза Ромэн
22. Кристин Роупер
23. Лесли Томпсон
24. Лорен Уилкинсон
25. Кайли Филмер
26. Николь Хейр

 Бадминтон
1. Мартин Джуффре
2. Мишель Ли

 Баскетбол
1. Миранда Айим
2. Натали Ачонва
3. Ким Гоше
4. Миа-Мари Ланглуа
5. Лизэнн Мёрфи
6. Киа Нерс
7. Катерин Плуфф
8. Мишель Плуфф
9. Найо Рейнкок-Экунве
10. Тамара Тейтем
11. Шона Торбёрн
12. Нирра Филдс

 Бокс
1. Артур Биярсланов
2. Мэнди Буджольд
3. Ариане Фортин-Брошу

 Борьба
Вольная борьба
1. Аислан Веранес
2. Кори Джарвис
3. Джиллиан Гэллайс
4. Дороти Йейтс
5. Даниэль Лаппаж
6. Жасмин Миян
7. Эрика Уибе
8. Мишель Фадзари

Велоспорт
 Шоссейный велоспорт
1. Майкл Вудс
2. Антуан Дюшен
3. Юго Уль
4. Кароль-Энн Канюэль
5. Лиа Кирхман
6. Тара Уиттен

 Трековый велоспорт
1. Юго Баретт
2. Эллисон Беверидж
3. Лора Браун
4. Ясмин Глессер
5. Кирсти Лэй
6. Кейт О’Брайан
7. Моника Салливан
8. Джорджия Симмерлинг

 Маунтинбайк
1. Леандр Бушар
2. Рафаэль Ганье
3. Эмили Батти
4. Кэтрин Пендрел

 BMX
1. Тори Нюхауг

 Волейбол
1. Блэр Банн
2. Джей Бланкено
3. Руди Верхуфф
4. Грэм Виграсс
5. Фредерик Винтерс
6. Джастин Дафф
7. Янсен Даниэль ван Дорн
8. Стивен Маршалл
9. Джон Гордон Перрин
10. Тайлер Сандерс
11. Николас Хоаг
12. Гэвин Шмитт

 Гольф
1. Грэм Делат
2. Дэвид Хирн
3. Брук Хендерсон
4. Алена Шарп

Гребля на байдарках и каноэ
 Гребля на гладкой воде
1. Адам Ван Куверден
2. Марк Де Йонг
3. Райан Кохран
4. Марк Олдершоу
5. Юг Фурнель
6. Андреанна Ланглуа
7. Женевьев Ортон
8. Кейтлин Фрейзер
9. Эмили Фурнель

 Гребной слалом
1. Кэмерон Смедли
2. Майкл Тайлер

 Дзюдо
1. Антуан Бушар
2. Антуан Валуа-Фортье
3. Сержио Пессоа
4. Кайл Рейес
5. Катрин Бошмен-Пинар
6. Экатерина Гуика
7. Келита Зупанчич

 Конный спорт
1. Янн Кандел
2. Эрик Ламаз
3. Меган Лейн
4. Коллин Лоуч
5. Эми Миллар
6. Кэтрин Робинсон
7. Белинда Трасселл
8. Джессика Феникс
9. Тиффани Фостер
10. Ребекка Ховард

 Лёгкая атлетика
1. Моболаде Аджомале
2. Мохамед Ахмед
3. Шонеси Барбер
4. Матьё Билодо
5. Аарон Браун
6. Лукас Бруше
7. Натан Брэннен
8. Эрик Гиллис
9. Иньяки Гомес
10. Эван Данфи
11. Андре Де Грасс
12. Дерек Друэн
13. Секу Каба
14. Джонатан Кабрал
15. Рейд Кулсит
16. Брэндон Макбрайд
17. Майкл Мейсон
18. Тейлор Милн
19. Тим Недоу
20. Брендон Родни
21. Энтони Романив
22. Бенджамин Торн
23. Крис Уинтер
24. Дамиан Уорнер
25. Шарль Филибер-Тибуто
26. Аким Хейнс
27. Мэттью Хьюз
28. Келси Абе
29. Мария Бернард
30. Хамика Бинем
31. Мелисса Бишоп
32. Алисия Браун
33. Наташа Водак
34. Кимберли Гиацинт
35. Элизабет Глидл
36. Филисия Джордж
37. Криста Дюшен
38. Фара Жак
39. Кендра Кларк
40. Бриттани Крю
41. Женевьев Лялонд
42. Ланни Маршан
43. Ноэль Монтколм
44. Карлин Муир
45. Кристабель Нетти
46. Алиша Ньюман
47. Анника Ньюэлл
48. Джессика О’Коннелл
49. Андреа Секкафьен
50. Николь Сифуэнтес
51. Хизер Стейси
52. Габриэла Стэффорд
53. Тарин Сьютти
54. Брианна Тейсен-Итон
55. Эрин Тещук
56. Аликсандрия Трежа
57. Анджела Уайт
58. Сейдж Уотсон
59. Никкита Холдер
60. Шанис Чейз-Тейлор
61. Хилари Штеллингверфф
62. Кристал Эммануэль

 Настольный теннис
1. Юджин Ван
2. Чжан Мо

 Парусный спорт
1. Люк Рэмзи
2. Том Рэмшоу
3. Грэм Сондерс
4. Джейкоб Сондерс
5. Квота 5
6. Квота 6
7. Даниэлла Бойд
8. Бренда Боускил
9. Никола Гирк
10. Эрин Рэфьюз
11. Квота 11
12. Квота 12
13. Квота 13

 Плавание
1. Хавьер Асеведо
2. Эштон Бауман
3. Джейсон Блок
4. Ричард Вейнбергер
5. Юрий Кисиль
6. Санто Кондорелли
7. Райан Кохран
8. Доминик Бушар
9. Кеннеди Госс
10. Шанталь ван Ландегхем
11. Эрика Зельтенрайх-Ходжсон
12. Хилари Кэлдуэлл
13. Одри Лакруа
14. Марта Маккейб
15. Бриттани Маклейн
16. Кайли Масс
17. Сандрин Менвиль
18. Рейчел Николь
19. Эмили Оверхольт
20. Пенни Олексяк
21. Сидни Пикрем
22. Тейлор Раск
23. Катерин Савар
24. Кирра Смит
25. Ноэми Томас
26. Мишель Уильямс
27. Стефани Хорнер

 Пляжный волейбол
1. Джош Бинсток
2. Бен Сакстон
3. Хаим Шальк
4. Сэм Шехтер
5. Хизер Бейнсли
6. Джейми Бродер
7. Кристина Вальяс
8. Сара Паван

 Прыжки в воду
1. Максим Бушар
2. Филипп Ганье
3. Венсан Риндо
4. Дженнифер Абель
5. Меган Банфето
6. Памела Уор
7. Розелин Фильон

 Прыжки на батуте
1. Джейсон Барнетт
2. Розанна Макленнан

 Регби-7
1. Квота 1
2. Квота 2
3. Квота 3
4. Квота 4
5. Квота 5
6. Квота 6
7. Квота 7
8. Квота 8
9. Квота 9
10. Квота 10
11. Квота 11
12. Квота 12

 Синхронное плавание
1. Жаклин Симоно
2. Карин Томас

 Современное пятиборье
1. Донна Вакалис
2. Мелани Маккенн

 Спортивная гимнастика
1. Скотт Морган
2. Элизабет Блэк
3. Шэллон Олсен
4. Изабела Онышко
5. Бриттани Роджерс
6. Роуз-Кайинг У

 Стрельба
1. Линда Кейко
2. Синтия Мейер

 Стрельба из лука
1. Криспин Дуэньяс
2. Джорси-Стефани Пикар

 Теннис
1. Даниэль Нестор
2. Вашек Поспишил
3. Эжени Бушар
4. Габриэла Дабровски

 Триатлон
1. Квота 1
2. Квота 2
3. Квота 3
4. Квота 4
5. Квота 5

 Тхэквондо
1. Мелисса Паньотта

 Тяжёлая атлетика
1. Квота 1
2. Квота 2

 Фехтование
1. Максим Бринк-Крото
2. Джозеф Полоссифакис
3. Макс ван Хастер
4. Леонора Маккиннон
5. Элеанор Харви

 Футбол
1. Квота 1
2. Квота 2
3. Квота 3
4. Квота 4
5. Квота 5
6. Квота 6
7. Квота 7
8. Квота 8
9. Квота 9
10. Квота 10
11. Квота 11
12. Квота 12
13. Квота 13
14. Квота 14
15. Квота 15
16. Квота 16
17. Квота 17
18. Квота 18

 Хоккей на траве
1. Квота 1
2. Квота 2
3. Квота 3
4. Квота 4
5. Квота 5
6. Квота 6
7. Квота 7
8. Квота 8
9. Квота 9
10. Квота 10
11. Квота 11
12. Квота 12
13. Квота 13
14. Квота 14
15. Квота 15
16. Квота 16

## Результаты соревнований

### Академическая гребля
В следующий раунд из каждого заезда проходят несколько лучших экипажей (в зависимости от дисциплины). В отборочный заезд попадают спортсмены, выбывшие в предварительном раунде. В финал A выходят 6 сильнейших экипажей, остальные разыгрывают места в утешительных финалах B-F.
Мужчины
| Соревнование         | Спортсмены                                                | Предварительный заезд | Предварительный заезд | Предварительный заезд | Отборочный заезд | Отборочный заезд | Отборочный заезд | Четвертьфинал | Четвертьфинал | Четвертьфинал | Полуфинал             | Полуфинал             | Полуфинал             | Финал                 | Финал                 | Итоговое место |
| Соревнование         | Спортсмены                                                | Заезд                 | Время                 | Место                 | Заезд            | Время            | Место            | Заезд         | Время         | Место         | Заезд                 | Время                 | Место                 | Время                 | Место                 | Итоговое место |
| -------------------- | --------------------------------------------------------- | --------------------- | --------------------- | --------------------- | ---------------- | ---------------- | ---------------- | ------------- | ------------- | ------------- | --------------------- | --------------------- | --------------------- | --------------------- | --------------------- | -------------- |
| четвёрки             | Уилл Крозерс Тим Шрийвер Конлин Маккейб Кай Лангерфелд    | 2                     | 5:58,26               | 2 Q                   | не участвовали   | не участвовали   | не участвовали   | не проводится | не проводится | не проводится |                       |                       |                       | Финал                 | Финал                 |                |
| четвёрки             | Уилл Крозерс Тим Шрийвер Конлин Маккейб Кай Лангерфелд    | 2                     | 5:58,26               | 2 Q                   | не участвовали   | не участвовали   | не участвовали   | не проводится | не проводится | не проводится |                       |                       |                       |                       |                       |                |
| четвёрки, лёгкий вес | Максвелл Латтимер Брендан Ходж Николас Прэтт Эрик Вёльфль | 3                     | 6:19,44               | 4                     | 1                | 6:05,35          | 4                | не проводится | не проводится | не проводится | завершили выступление | завершили выступление | завершили выступление | завершили выступление | завершили выступление | 13             |
| четвёрки парные      | Жюльен Баэн Роберт Гибсон Уильям Дин Паскаль Люссье       | 1                     | 6:34,55               | 5                     | 1                | 5:56,28          | 5 QB             | не проводится | не проводится | не проводится | не проводится         | не проводится         | не проводится         | Финал B               | Финал B               |                |
| четвёрки парные      | Жюльен Баэн Роберт Гибсон Уильям Дин Паскаль Люссье       | 1                     | 6:34,55               | 5                     | 1                | 5:56,28          | 5 QB             | не проводится | не проводится | не проводится | не проводится         | не проводится         | не проводится         |                       |                       |                |

Женщины
| Соревнование              | Спортсмены | Предварительный заезд | Предварительный заезд | Предварительный заезд | Отборочный заезд | Отборочный заезд | Отборочный заезд | Четвертьфинал | Четвертьфинал | Четвертьфинал | Полуфинал      | Полуфинал      | Полуфинал      | Финал   | Финал   | Итоговое место |
| Соревнование              | Спортсмены | Заезд                 | Время                 | Место                 | Заезд            | Время            | Место            | Заезд         | Время         | Место         | Заезд          | Время          | Место          | Время   | Место   | Итоговое место |
| ------------------------- | --- | --------------------- | --------------------- | --------------------- | ---------------- | ---------------- | ---------------- | ------------- | ------------- | ------------- | -------------- | -------------- | -------------- | ------- | ------- | -------------- |
| одиночки                  | Карлинг Зимэн | 3                     | 8:41,12               | 1 Q                   | не участвовала   | не участвовала   | не участвовала   | 3             | 7:34,52       | 3 Q           | Полуфинал A/B  | Полуфинал A/B  | Полуфинал A/B  | Финал   | Финал   |                |
| одиночки                  | Карлинг Зимэн | 3                     | 8:41,12               | 1 Q                   | не участвовала   | не участвовала   | не участвовала   | 3             | 7:34,52       | 3 Q           |                |                |                |         |         |                |
| двойки                    | Дженнифер Мартинс Николь Хейр | 1                     | 7:22,99               | 4                     | 1                | 8:01,09          | 4 QC             | не проводится | не проводится | не проводится | не участвовали | не участвовали | не участвовали | Финал С | Финал С |                |
| двойки                    | Дженнифер Мартинс Николь Хейр | 1                     | 7:22,99               | 4                     | 1                | 8:01,09          | 4 QC             | не проводится | не проводится | не проводится | не участвовали | не участвовали | не участвовали |         |         |                |
| двойки парные, лёгкий вес | Линдсей Дженнерич Патрисия Оби | 4                     | 7:03,51               | 1 Q                   | не участвовали   | не участвовали   | не участвовали   | не проводится | не проводится | не проводится | Полуфинал A/B  | Полуфинал A/B  | Полуфинал A/B  | Финал   | Финал   |                |
| двойки парные, лёгкий вес | Линдсей Дженнерич Патрисия Оби | 4                     | 7:03,51               | 1 Q                   | не участвовали   | не участвовали   | не участвовали   | не проводится | не проводится | не проводится |                |                |                |         |         |                |
| восьмёрки                 | Кристи Нёрс Лиза Ромэн Антье фон Зайдлиц-Курцбах Кристин Роупер Лорен Уилкинсон Сузанна Грейнджер Натали Мастраччи Кайли Филмер Лесли Томпсон (рулевая) | 2                     | 6:12,44               | 3                     |                  |                  |                  | не проводится | не проводится | не проводится | не проводится  | не проводится  | не проводится  | Финал   | Финал   |                |
| восьмёрки                 | Кристи Нёрс Лиза Ромэн Антье фон Зайдлиц-Курцбах Кристин Роупер Лорен Уилкинсон Сузанна Грейнджер Натали Мастраччи Кайли Филмер Лесли Томпсон (рулевая) | 2                     | 6:12,44               | 3                     |                  |                  |                  | не проводится | не проводится | не проводится | не проводится  | не проводится  | не проводится  |         |         |                |

### Бадминтон
Состав сборной Канады по бадминтону на Олимпийские игры был объявлен 23 июля 2016 года.
Одиночный разряд
| Соревнование | Спортсмены     | Групповой этап | Групповой этап | Групповой этап | 1/8 финала | 1/4 финала | 1/2 финала | Финал | Итоговое место |
| Соревнование | Спортсмены     | 1 матч         | 2 матч         | Место          | 1/8 финала | 1/4 финала | 1/2 финала | Финал | Итоговое место |
| ------------ | -------------- | -------------- | -------------- | -------------- | ---------- | ---------- | ---------- | ----- | -------------- |
| мужчины      | Мартин Джуффре | Группа         | Группа         | Группа         |            |            |            |       |                |
| мужчины      | Мартин Джуффре |                |                |                |            |            |            |       |                |
| женщины      | Мишель Ли      | Группа         | Группа         | Группа         |            |            |            |       |                |
| женщины      | Мишель Ли      |                |                |                |            |            |            |       |                |

### Баскетбол

#### Женщины
Женская сборная Канады квалифицировалась на Игры, завоевав золотые медали на чемпионате Америки 2015 года.
Состав
| Номер     | Позиция   | Имя       | Дата рождения | Рост, см  | Клуб      | Игры      | Очки      | Подборы   | Передачи  |
| Защитники | Защитники | Защитники | Защитники     | Защитники | Защитники | Защитники | Защитники | Защитники | Защитники |
| --------- | --------- | --------- | ------------- | --------- | --------- | --------- | --------- | --------- | --------- |
|           |           |           |               |           |           |           |           |           |           |
| Форварды  |           |           |               |           |           |           |           |           |           |
|           |           |           |               |           |           |           |           |           |           |
| Центровые |           |           |               |           |           |           |           |           |           |
|           |           |           |               |           |           |           |           |           |           |

| Имя           | Гражданство | Дата рождения |
| ------------- | ----------- | ------------- |
| Лиза Томаидис | Канада      |               |

Результаты
Групповой этап (Группа B)
| Место | Команда | И | В | П | ОЗ  | ОП  | +/-  | Очки |
| ----- | ------- | - | - | - | --- | --- | ---- | ---- |
| 1     | США     | 5 | 5 | 0 | 520 | 316 | +204 | 10   |
| 2     | Испания | 5 | 4 | 1 | 387 | 333 | +54  | 9    |
| 3     | Канада  | 5 | 3 | 2 | 340 | 347 | -7   | 8    |
| 4     | Сербия  | 5 | 2 | 3 | 385 | 406 | -21  | 7    |
| 5     | Китай   | 5 | 1 | 4 | 371 | 428 | -57  | 6    |
| 6     | Сенегал | 5 | 0 | 5 | 309 | 482 | -173 | 5    |

| 6 августа 2016 14:15 UTC−3 | Протокол | Китай                     | 68:90    | Канада    | Молодёжная Арена, Рио-де-Жанейро Зрителей: 2314 Судьи: Хуан Гарсия Аннe Пантер Карлуш Жозе Жулиу |
| 6 августа 2016 14:15 UTC−3 | Протокол | 9:19, 17:18, 20:23, 22:30 |          |           | Молодёжная Арена, Рио-де-Жанейро Зрителей: 2314 Судьи: Хуан Гарсия Аннe Пантер Карлуш Жозе Жулиу |
| 6 августа 2016 14:15 UTC−3 | Протокол | Чэнь Н. 13                | Очки     | Тейтем 20 | Молодёжная Арена, Рио-де-Жанейро Зрителей: 2314 Судьи: Хуан Гарсия Аннe Пантер Карлуш Жозе Жулиу |
| 6 августа 2016 14:15 UTC−3 | Протокол | Сунь Мэнж. 5              | Подборы  | Гоше 10   | Молодёжная Арена, Рио-де-Жанейро Зрителей: 2314 Судьи: Хуан Гарсия Аннe Пантер Карлуш Жозе Жулиу |
| 6 августа 2016 14:15 UTC−3 | Протокол | Чэнь С., Сунь Мэнс. по 3  | Передачи | Гоше 7    | Молодёжная Арена, Рио-де-Жанейро Зрителей: 2314 Судьи: Хуан Гарсия Аннe Пантер Карлуш Жозе Жулиу |

| 8 августа 2016 14:15 UTC−3 | Протокол | Канада                     | 71:67    | Сербия         | Молодёжная Арена, Рио-де-Жанейро Зрителей: 2377 Судьи: Роберт Лоттермозер Воан Мейберри Хван Ин-Тэ |
| 8 августа 2016 14:15 UTC−3 | Протокол | 21:21, 11:19, 13:17, 26:10 |          |                | Молодёжная Арена, Рио-де-Жанейро Зрителей: 2377 Судьи: Роберт Лоттермозер Воан Мейберри Хван Ин-Тэ |
| 8 августа 2016 14:15 UTC−3 | Протокол | Нюрс 25                    | Очки     | Милованович 19 | Молодёжная Арена, Рио-де-Жанейро Зрителей: 2377 Судьи: Роберт Лоттермозер Воан Мейберри Хван Ин-Тэ |
| 8 августа 2016 14:15 UTC−3 | Протокол | Рейнкок-Экунве 9           | Подборы  | Пейдж 6        | Молодёжная Арена, Рио-де-Жанейро Зрителей: 2377 Судьи: Роберт Лоттермозер Воан Мейберри Хван Ин-Тэ |
| 8 августа 2016 14:15 UTC−3 | Протокол | Ланглуа, Нюрс по 5         | Передачи | А. Дабович 5   | Молодёжная Арена, Рио-де-Жанейро Зрителей: 2377 Судьи: Роберт Лоттермозер Воан Мейберри Хван Ин-Тэ |

| 10 августа 2016 17:45 UTC−3 | Протокол | Сенегал                    | 58:68    | Канада    | Молодёжная Арена, Рио-де-Жанейро Зрителей: 2640 Судьи: Аннe Пантер Карлуш Жозе Жулиу Ахмед Аль-Булуши |
| 10 августа 2016 17:45 UTC−3 | Протокол | 10:17, 14:16, 17:22, 17:13 |          |           | Молодёжная Арена, Рио-де-Жанейро Зрителей: 2640 Судьи: Аннe Пантер Карлуш Жозе Жулиу Ахмед Аль-Булуши |
| 10 августа 2016 17:45 UTC−3 | Протокол | Ас. Траоре 24              | Очки     | Нюрс 14   | Молодёжная Арена, Рио-де-Жанейро Зрителей: 2640 Судьи: Аннe Пантер Карлуш Жозе Жулиу Ахмед Аль-Булуши |
| 10 августа 2016 17:45 UTC−3 | Протокол | Диарра 9                   | Подборы  | Тейтем 10 | Молодёжная Арена, Рио-де-Жанейро Зрителей: 2640 Судьи: Аннe Пантер Карлуш Жозе Жулиу Ахмед Аль-Булуши |
| 10 августа 2016 17:45 UTC−3 | Протокол | Дьем 6                     | Передачи | Ланглуа 6 | Молодёжная Арена, Рио-де-Жанейро Зрителей: 2640 Судьи: Аннe Пантер Карлуш Жозе Жулиу Ахмед Аль-Булуши |

| 12 августа 2016 15:30 UTC−3 | Протокол | Канада | ' | США | Молодёжная Арена, Рио-де-Жанейро |

| 14 августа 2016 17:45 UTC−3 | Протокол | Испания | ' | Канада | Молодёжная Арена, Рио-де-Жанейро |

### Бокс
Квоты, завоёванные спортсменами являются именными. Если от одной страны путёвки на Игры завоюют два и более спортсмена, то право выбора боксёра предоставляется национальному Олимпийскому комитету. Соревнования по боксу проходят по системе плей-офф. Для победы в олимпийском турнире боксёру необходимо одержать либо четыре, либо пять побед в зависимости от жеребьёвки соревнований. Оба спортсмена, проигравшие в полуфинальных поединках, становятся обладателями бронзовых наград.
Мужчины
| Категория | Спортсмены       | Первый раунд       | Второй раунд       | Четвертьфинал      | Полуфинал          | Финал              | Место |
| Категория | Спортсмены       | Соперник Результат | Соперник Результат | Соперник Результат | Соперник Результат | Соперник Результат | Место |
| --------- | ---------------- | ------------------ | ------------------ | ------------------ | ------------------ | ------------------ | ----- |
| до 64 кг  | Артур Биярсланов |                    |                    |                    |                    |                    |       |

Женщины
| Категория | Спортсмены          | Первый раунд       | Четвертьфинал      | Полуфинал          | Финал              | Место |
| Категория | Спортсмены          | Соперник Результат | Соперник Результат | Соперник Результат | Соперник Результат | Место |
| --------- | ------------------- | ------------------ | ------------------ | ------------------ | ------------------ | ----- |
| до 51 кг  | Мэнди Буджольд      |                    |                    |                    |                    |       |
| до 75 кг  | Ариане Фортин-Брошу |                    |                    |                    |                    |       |

### Борьба
В соревнованиях по борьбе, как и на предыдущих трёх Играх, будет разыгрываться 18 комплектов наград. По 6 у мужчин в вольной и греко-римской борьбе и 6 у женщин в вольной борьбе. Турнир пройдёт по олимпийской системе с выбыванием. В утешительный раунд попадают участники, проигравшие в своих поединках будущим финалистам соревнований. Каждый поединок состоит из двух раундов по 3 минуты, победителем становится спортсмен, набравший большее количество технических очков. По окончании схватки, в зависимости от результатов спортсменам начисляются классификационные очки.
Мужчины
Вольная борьба
| Категория | Спортсмены     | Первый раунд       | 1/8 финала         | Четвертьфинал      | Полуфинал          | Финал              | Место |
| Категория | Спортсмены     | Соперник Результат | Соперник Результат | Соперник Результат | Соперник Результат | Соперник Результат | Место |
| --------- | -------------- | ------------------ | ------------------ | ------------------ | ------------------ | ------------------ | ----- |
| до 65 кг  | Аислан Веранес |                    |                    |                    |                    |                    |       |
| до 125 кг | Кори Джарвис   |                    |                    |                    |                    |                    |       |

Женщины
Вольная борьба
| Соревнование | Спортсмены       | Первый раунд       | 1/8 финала         | Четвертьфинал      | Полуфинал          | Финал              | Место |
| Соревнование | Спортсмены       | Соперник Результат | Соперник Результат | Соперник Результат | Соперник Результат | Соперник Результат | Место |
| ------------ | ---------------- | ------------------ | ------------------ | ------------------ | ------------------ | ------------------ | ----- |
| до 48 кг     | Жасмин Миян      |                    |                    |                    |                    |                    |       |
| до 53 кг     | Джиллиан Гэллайс |                    |                    |                    |                    |                    |       |
| до 58 кг     | Мишель Фадзари   |                    |                    |                    |                    |                    |       |
| до 63 кг     | Даниэль Лаппаж   |                    |                    |                    |                    |                    |       |
| до 69 кг     | Дороти Йейтс     |                    |                    |                    |                    |                    |       |
| до 75 кг     | Эрика Уибе       |                    |                    |                    |                    |                    |       |

#### 

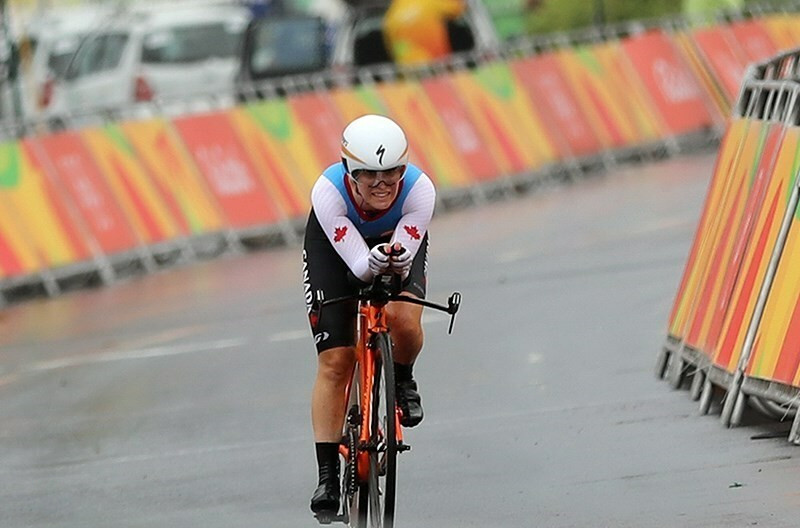
Кароль-Энн Канюэль во время раздельной гонки

### Велоспорт

#### Шоссейный велоспорт
Мужчины
| Соревнование     | Спортсмены   | Время      | Место | Отставание |
| ---------------- | ------------ | ---------- | ----- | ---------- |
| групповая гонка  | Майкл Вудс   | 6:30:05    | 55    | +20:00     |
| групповая гонка  | Антуан Дюшен | DNF        | DNF   | DNF        |
| групповая гонка  | Юго Уль      | DNF        | DNF   | DNF        |
| раздельная гонка | Юго Уль      | 1:17:02,04 | 21    | +4:46,62   |

Женщины
| Соревнование     | Спортсмены         | Время    | Место | Отставание |
| ---------------- | ------------------ | -------- | ----- | ---------- |
| групповая гонка  | Кароль-Энн Канюэль | 3:56:34  | 25    | +5:07      |
| групповая гонка  | Лиа Кирхман        | 4:01:29  | 38    | +10:02     |
| групповая гонка  | Тара Уиттен        | DNF      | DNF   | DNF        |
| раздельная гонка | Тара Уиттен        | 45:01,16 | 7     | +34,74     |
| раздельная гонка | Кароль-Энн Канюэль | 46:30,93 | 13    | +2:04,51   |

#### Трековый велоспорт
Командная гонка преследования
| Соревнование | Спортсмены                                                               | Квалификация | Квалификация | Полуфинал      | Полуфинал | Финал          | Место |
| Соревнование | Спортсмены                                                               | Время        | Место        | Соперник Время | Место     | Соперник Время | Место |
| ------------ | ------------------------------------------------------------------------ | ------------ | ------------ | -------------- | --------- | -------------- | ----- |
| женщины      | Эллисон Беверидж Ясмин Глессер Кирсти Лэй Джорджия Симмерлинг Лора Браун |              |              |                |           |                |       |

Спринт
| Соревнование | Спортсмены      | Квалификация   | Квалификация | Раунд 1                 | Утешительный заезд       | Раунд 2                 | Утешительный заезд       | Четвертьфинал           | Полуфинал               | Финал                    | Место |
| Соревнование | Спортсмены      | Время Скорость | Место        | Соперник Время Скорость | Соперники Время Скорость | Соперник Время Скорость | Соперники Время Скорость | Соперник Время Скорость | Соперник Время Скорость | Соперники Время Скорость | Место |
| ------------ | --------------- | -------------- | ------------ | ----------------------- | ------------------------ | ----------------------- | ------------------------ | ----------------------- | ----------------------- | ------------------------ | ----- |
| женщины      | Кейт О’Брайан   |                |              |                         |                          |                         |                          |                         |                         |                          |       |
| женщины      | Моника Салливан |                |              |                         |                          |                         |                          |                         |                         |                          |       |

Командный спринт
| Соревнование | Спортсмены                    | Квалификация   | Квалификация | Полуфинал               | Полуфинал | Финал                   | Место |
| Соревнование | Спортсмены                    | Время Скорость | Место        | Соперник Время Скорость | Место     | Соперник Время Скорость | Место |
| ------------ | ----------------------------- | -------------- | ------------ | ----------------------- | --------- | ----------------------- | ----- |
| женщины      | Кейт О’Брайан Моника Салливан |                |              |                         |           |                         |       |

Кейрин
| Соревнование | Спортсмены      | Первый раунд | Первый раунд | Утешительный заезд | Утешительный заезд | Второй раунд | Второй раунд | Финал | Итоговое место |
| Соревнование | Спортсмены      | Заезд        | Место        | Заезд              | Место              | Заезд        | Место        | Место | Итоговое место |
| ------------ | --------------- | ------------ | ------------ | ------------------ | ------------------ | ------------ | ------------ | ----- | -------------- |
| мужчины      | Юго Баретт      |              |              |                    |                    |              |              |       |                |
| женщины      | Кейт О’Брайан   |              |              |                    |                    |              |              |       |                |
| женщины      | Моника Салливан |              |              |                    |                    |              |              |       |                |

Омниум
| Соревнование | Спортсмены       | Круг с хода | Круг с хода | Гонка по очкам | Гонка по очкам | Гонка с выбыванием | Гонка преследования | Гонка преследования | Скретч | Гит с места | Гит с места | Сумма очков | Итоговое место |
| Соревнование | Спортсмены       | Время       | Место       | Очки           | Место          | Место              | Время               | Место               | Место  | Время       | Место       | Сумма очков | Итоговое место |
| ------------ | ---------------- | ----------- | ----------- | -------------- | -------------- | ------------------ | ------------------- | ------------------- | ------ | ----------- | ----------- | ----------- | -------------- |
| женщины      | Эллисон Беверидж |             |             |                |                |                    |                     |                     |        |             |             |             |                |

#### Маунтинбайк
Мужчины
| Соревнование | Спортсмены    | Время | Место | Отставание |
| ------------ | ------------- | ----- | ----- | ---------- |
| кросс-кантри | Леандр Бушар  |       |       |            |
| кросс-кантри | Рафаэль Ганье |       |       |            |

Женщины
| Соревнование | Спортсмены     | Время | Место | Отставание |
| ------------ | -------------- | ----- | ----- | ---------- |
| кросс-кантри | Кэтрин Пендрел |       |       |            |
| кросс-кантри | Эмили Батти    |       |       |            |

#### BMX
Мужчины
| Соревнование | Спортсмены  | Квалификация | Квалификация | 1\4 финала | 1\4 финала  | 1\4 финала  | 1\4 финала  | 1\4 финала  | 1\4 финала  | 1\4 финала | 1\4 финала | 1\2 финала | 1\2 финала  | 1\2 финала  | 1\2 финала  | 1\2 финала | 1\2 финала | Финал | Финал | Место |
| Соревнование | Спортсмены  | Время        | Место        | Заезд      | 1 гонка     | 2 гонка     | 3 гонка     | 4 гонка     | 5 гонка     | Всего      | Место      | Заезд      | 1 гонка     | 2 гонка     | 3 гонка     | Всего      | Место      | Финал | Финал | Место |
| Соревнование | Спортсмены  | Время        | Место        | Заезд      | Время Место | Время Место | Время Место | Время Место | Время Место | Всего      | Место      | Заезд      | Время Место | Время Место | Время Место | Всего      | Место      | Время | Место | Место |
| ------------ | ----------- | ------------ | ------------ | ---------- | ----------- | ----------- | ----------- | ----------- | ----------- | ---------- | ---------- | ---------- | ----------- | ----------- | ----------- | ---------- | ---------- | ----- | ----- | ----- |
| BMX          | Тори Нюхауг |              |              |            |             |             |             |             |             |            |            |            |             |             |             |            |            |       |       |       |

### Водные виды спорта

#### Плавание
В следующий раунд на каждой дистанции проходят спортсмены, показавшие лучший результат, независимо от места, занятого в своём заплыве.
Мужчины
| Дистанция                    | Спортсмены                                                     | Предварительный раунд | Предварительный раунд | Предварительный раунд | Полуфинал                                                      | Полуфинал                                                      | Полуфинал                                                      | Финал                | Финал                |
| Дистанция                    | Спортсмены                                                     | Заплыв                | Результат             | Место                 | Заплыв                                                         | Результат                                                      | Место                                                          | Результат            | Место                |
| ---------------------------- | -------------------------------------------------------------- | --------------------- | --------------------- | --------------------- | -------------------------------------------------------------- | -------------------------------------------------------------- | -------------------------------------------------------------- | -------------------- | -------------------- |
| 50 метров вольным стилем     | Санто Кондорелли                                               |                       |                       |                       |                                                                |                                                                |                                                                |                      |                      |
| 50 метров вольным стилем     | Юрий Кисиль                                                    |                       |                       |                       |                                                                |                                                                |                                                                |                      |                      |
| 100 метров вольным стилем    | Санто Кондорелли                                               | 6                     | 48,22                 | 5 Q                   | 2                                                              | 47,93                                                          | 3 Q                                                            |                      |                      |
| 100 метров вольным стилем    | Юрий Кисиль                                                    | 7                     | 48,49                 | 11 Q                  | 2                                                              | 48,28                                                          | 10                                                             | завершил выступление | завершил выступление |
| 400 метров вольным стилем    | Райан Кохран                                                   | 6                     | 3:45,83               | 11                    | не проводится                                                  | не проводится                                                  | не проводится                                                  | завершил выступление | завершил выступление |
| 1500 метров вольным стилем   | Райан Кохран                                                   |                       |                       |                       | не проводится                                                  | не проводится                                                  | не проводится                                                  |                      |                      |
| 100 метров баттерфляем       | Санто Кондорелли                                               |                       |                       |                       |                                                                |                                                                |                                                                |                      |                      |
| 100 метров на спине          | Хавьер Асеведо                                                 | 4                     | 54,11                 | 17                    | завершил выступление                                           | завершил выступление                                           | завершил выступление                                           | завершил выступление | завершил выступление |
| 100 метров брассом           | Джейсон Блок                                                   | 3                     | 1:00,71               | 24                    | завершил выступление                                           | завершил выступление                                           | завершил выступление                                           | завершил выступление | завершил выступление |
| 200 метров брассом           | Эштон Бауман                                                   | 5                     | 2:12,61               | 24                    | завершил выступление                                           | завершил выступление                                           | завершил выступление                                           | завершил выступление | завершил выступление |
| Эстафета                     | Предварительный раунд                                          | Предварительный раунд | Предварительный раунд | Предварительный раунд | Финал                                                          | Финал                                                          | Финал                                                          | Финал                | Финал                |
| Эстафета                     | Состав                                                         | Заплыв                | Результат             | Место                 | Состав                                                         | Состав                                                         | Состав                                                         | Результат            | Место                |
| 4×100 метров вольным стилем  | Санто Кондорелли Юрий Кисиль Маркус Тормайер Эван ван Муркерке | 1                     | 3:14,06               | 5 Q                   | Санто Кондорелли Юрий Кисиль Маркус Тормейер Эван ван Муркерке | Санто Кондорелли Юрий Кисиль Маркус Тормейер Эван ван Муркерке | Санто Кондорелли Юрий Кисиль Маркус Тормейер Эван ван Муркерке | 3:14,35              | 7                    |
| 4×100 метров комбинированная |                                                                |                       |                       |                       |                                                                |                                                                |                                                                |                      |                      |

Открытая вода
| Дистанция     | Спортсмены        | Результат | Место | Отставание |
| ------------- | ----------------- | --------- | ----- | ---------- |
| 10 километров | Ричард Вейнбергер |           |       |            |

Женщины
| Дистанция                        | Спортсмены                                                                                      | Предварительный раунд | Предварительный раунд | Предварительный раунд | Полуфинал                                                                                      | Полуфинал                                                                                      | Полуфинал                                                                                      | Финал                 | Финал                 |
| Дистанция                        | Спортсмены                                                                                      | Заплыв                | Результат             | Место                 | Заплыв                                                                                         | Результат                                                                                      | Место                                                                                          | Результат             | Место                 |
| -------------------------------- | ----------------------------------------------------------------------------------------------- | --------------------- | --------------------- | --------------------- | ---------------------------------------------------------------------------------------------- | ---------------------------------------------------------------------------------------------- | ---------------------------------------------------------------------------------------------- | --------------------- | --------------------- |
| 50 метров вольным стилем         | Шанталь ван Ландегхем                                                                           |                       |                       |                       |                                                                                                |                                                                                                |                                                                                                |                       |                       |
| 50 метров вольным стилем         | Мишель Уильямс                                                                                  |                       |                       |                       |                                                                                                |                                                                                                |                                                                                                |                       |                       |
| 100 метров вольным стилем        | Пенни Олексяк                                                                                   | 5                     | 53,53                 | 5 Q                   |                                                                                                |                                                                                                |                                                                                                |                       |                       |
| 100 метров вольным стилем        | Шанталь ван Ландегхем                                                                           | 5                     | 53,89                 | 9 Q                   |                                                                                                |                                                                                                |                                                                                                |                       |                       |
| 200 метров вольным стилем        | Бриттани Маклейн                                                                                | 6                     | 1:57,74               | 16 Q                  | 1                                                                                              | 1:57,36                                                                                        | 10                                                                                             | завершила выступление | завершила выступление |
| 200 метров вольным стилем        | Катерин Савар                                                                                   | 3                     | 1:57,15               | 13 Q                  | 2                                                                                              | 1:57,80                                                                                        | 15                                                                                             | завершила выступление | завершила выступление |
| 400 метров вольным стилем        | Бриттани Маклейн                                                                                | 3                     | 4:03,43               | 5 Q                   | не проводится                                                                                  | не проводится                                                                                  | не проводится                                                                                  | 4:04,69               | 5                     |
| 400 метров вольным стилем        | Эмили Оверхольт                                                                                 | 2                     | 4:16,24               | 25                    | не проводится                                                                                  | не проводится                                                                                  | не проводится                                                                                  | завершила выступление | завершила выступление |
| 800 метров вольным стилем        | Бриттани Маклейн                                                                                |                       |                       |                       | не проводится                                                                                  | не проводится                                                                                  | не проводится                                                                                  |                       |                       |
| 100 метров баттерфляем           | Пенни Олексяк                                                                                   | 6                     | 56,73                 | 3 Q                   | 2                                                                                              | 57,10                                                                                          | 5 Q                                                                                            | 56,46                 | 2                     |
| 100 метров баттерфляем           | Ноэми Томас                                                                                     | 5                     | 58,27                 | 17                    | завершила выступление                                                                          | завершила выступление                                                                          | завершила выступление                                                                          | завершила выступление | завершила выступление |
| 200 метров баттерфляем           | Одри Лакруа                                                                                     | 2                     | 2:09,21               | 16 Q                  | 1                                                                                              | 2:09,95                                                                                        | 16                                                                                             | завершила выступление | завершила выступление |
| 100 метров на спине              | Кайли Масс                                                                                      | 5                     | 59,07                 | 3 Q                   | 2                                                                                              | 59,06                                                                                          | 5 Q                                                                                            | 58,76                 | 3                     |
| 100 метров на спине              | Доминик Бушар                                                                                   | 5                     | 1:00,18               | 12 Q                  | 1                                                                                              | 1:00,54                                                                                        | 12                                                                                             | завершила выступление | завершила выступление |
| 200 метров на спине              | Доминик Бушар                                                                                   |                       |                       |                       |                                                                                                |                                                                                                |                                                                                                |                       |                       |
| 200 метров на спине              | Хилари Кэлдуэлл                                                                                 |                       |                       |                       |                                                                                                |                                                                                                |                                                                                                |                       |                       |
| 100 метров брассом               | Рейчел Николь                                                                                   | 4                     | 1:06,85               | 11 Q                  | 2                                                                                              | 1:06,73                                                                                        | 8 Q                                                                                            | 1:06,68               | 5                     |
| 100 метров брассом               | Кирра Смит                                                                                      | 6                     | 1:07,41               | 19                    | завершила выступление                                                                          | завершила выступление                                                                          | завершила выступление                                                                          | завершила выступление | завершила выступление |
| 200 метров брассом               | Кирра Смит                                                                                      | 4                     | 2:23,69               | 6 Q                   |                                                                                                |                                                                                                |                                                                                                |                       |                       |
| 200 метров брассом               | Марта Маккейб                                                                                   | 3                     | 2:28,62               | 23                    | завершила выступление                                                                          | завершила выступление                                                                          | завершила выступление                                                                          | завершила выступление | завершила выступление |
| 200 метров комплексным плаванием | Сидни Пикрем                                                                                    | 5                     | 2:11,06               | 8 Q                   | 1                                                                                              | 2:10,57                                                                                        | 7 Q                                                                                            | 2:11,22               | 6                     |
| 200 метров комплексным плаванием | Эрика Зельтенрайх-Ходжсон                                                                       | 4                     | 2:12,56               | 14 Q                  | 1                                                                                              | 2:12,25                                                                                        | 14                                                                                             | завершила выступление | завершила выступление |
| 400 метров комплексным плаванием | Эмили Оверхольт                                                                                 | 4                     | 4:36,54               | 8 Q                   | не проводится                                                                                  | не проводится                                                                                  | не проводится                                                                                  | 4:34,70               | 5                     |
| 400 метров комплексным плаванием | Сидни Пикрем                                                                                    | 3                     | 4:38,06               | 12                    | не проводится                                                                                  | не проводится                                                                                  | не проводится                                                                                  | завершила выступление | завершила выступление |
| Эстафета                         | Предварительный раунд                                                                           | Предварительный раунд | Предварительный раунд | Предварительный раунд | Финал                                                                                          | Финал                                                                                          | Финал                                                                                          | Финал                 | Финал                 |
| Эстафета                         | Состав                                                                                          | Заплыв                | Результат             | Место                 | Состав                                                                                         | Состав                                                                                         | Состав                                                                                         | Результат             | Место                 |
| 4×100 метров вольным стилем      | Сандрин Мэйнвилл (54,17) Шанталь ван Ландегем (52,90) Мишель Уильямс (53,73) Тейлор Рак (53,04) | 2                     | 3:33,84               | 3 Q                   | Сандрин Мэйнвилл (53,86) Шанталь ван Ландегем (53,12) Тейлор Рак (53,19) Пенни Олексяк (52,72) | Сандрин Мэйнвилл (53,86) Шанталь ван Ландегем (53,12) Тейлор Рак (53,19) Пенни Олексяк (52,72) | Сандрин Мэйнвилл (53,86) Шанталь ван Ландегем (53,12) Тейлор Рак (53,19) Пенни Олексяк (52,72) | 3:32,89               | 3                     |
| 4×200 метров вольным стилем      | Катерин Савар Тейлор Рак Эмили Оверхольт Кеннеди Госс                                           | 1                     | 7:51,99               | 6 Q                   |                                                                                                |                                                                                                |                                                                                                |                       |                       |
| 4×100 метров комбинированная     |                                                                                                 |                       |                       |                       |                                                                                                |                                                                                                |                                                                                                |                       |                       |

Открытая вода
| Дистанция     | Спортсмены     | Результат | Место | Отставание |
| ------------- | -------------- | --------- | ----- | ---------- |
| 10 километров | Стефани Хорнер |           |       |            |

#### Прыжки в воду
Мужчины
| Соревнование      | Спортсмены   | Предварительный раунд | Предварительный раунд | Полуфинал | Полуфинал | Финал     | Финал |
| Соревнование      | Спортсмены   | Результат             | Место                 | Результат | Место     | Результат | Место |
| ----------------- | ------------ | --------------------- | --------------------- | --------- | --------- | --------- | ----- |
| трамплин, 3 метра | Филипп Ганье |                       |                       |           |           |           |       |
| вышка, 10 метров  | Максим Бушар |                       |                       |           |           |           |       |
| вышка, 10 метров  | Венсан Риндо |                       |                       |           |           |           |       |

Женщины
В индивидуальных прыжках с трёхметрового трамплина Канаду представляли Дженнифер Абель и Памела Уор. Обе спортсменки успешно преодолели два квалификационных раунда, причём по итогам квалификационного раунда Абель заняла 1-е место, а в полуфинале она стала 3-й. Перед решающим прыжком финального раунда главным претендентом на бронзовую медаль была Дженнифер Абель, но за последний прыжок она получила лишь 69 баллов, благодаря чему её смогла опередить итальянка Таня Каньотто, уступавшая после четырёх прыжков Абель почти 7 баллов. Уор же не смогла составить конкуренцию фаворитам соревнований, получая за прыжки в среднем 65 баллов, и заняла итоговое 7-е место.
| Соревнование                 | Спортсмены                   | Предварительный раунд | Предварительный раунд | Полуфинал     | Полуфинал     | Финал     | Финал |
| Соревнование                 | Спортсмены                   | Результат             | Место                 | Результат     | Место         | Результат | Место |
| ---------------------------- | ---------------------------- | --------------------- | --------------------- | ------------- | ------------- | --------- | ----- |
| трамплин, 3 метра            | Дженнифер Абель              | 373,00                | 1 Q                   | 343,45        | 3 Q           | 367,25    | 4     |
| трамплин, 3 метра            | Памела Уор                   | 329,10                | 7 Q                   | 318,25        | 9 Q           | 323,15    | 7     |
| вышка, 10 метров             | Меган Банфето                |                       |                       |               |               |           |       |
| вышка, 10 метров             | Розелин Фильон               |                       |                       |               |               |           |       |
| синхронный трамплин, 3 метра | Дженнифер Абель Памела Уор   | не проводится         | не проводится         | не проводится | не проводится | 298,32    | 4     |
| синхронная вышка, 10 метров  | Меган Банфето Розелин Фильон | не проводится         | не проводится         | не проводится | не проводится | 336,18    | 3     |

#### Синхронное плавание
По итогам квалификационного раунда в соревнованиях дуэтов в финал проходят 12 сильнейших сборных. В финале синхронистки исполняют только произвольную программу. Итоговая сумма складывается из результатов финальной произвольной программы и баллов, полученных дуэтами за техническую программу, исполненную в квалификационном раунде.
| Соревнование | Спортсмены                | Квалификация          | Квалификация          | Квалификация           | Квалификация           | Квалификация | Квалификация | Финал                  | Финал                  | Итоговый результат | Итоговый результат |
| Соревнование | Спортсмены                | Техническая программа | Техническая программа | Произвольная программа | Произвольная программа | Всего        | Всего        | Произвольная программа | Произвольная программа | Итоговый результат | Итоговый результат |
| Соревнование | Спортсмены                | Баллы                 | Место                 | Баллы                  | Место                  | Баллы        | Место        | Баллы                  | Место                  | Баллы              | Место              |
| ------------ | ------------------------- | --------------------- | --------------------- | ---------------------- | ---------------------- | ------------ | ------------ | ---------------------- | ---------------------- | ------------------ | ------------------ |
| дуэты        | Жаклин Симоно Карин Томас | 89,2916               | 7                     | 90,0667                | 7                      | 179,3583     | 7            | 89,2916                | 90,6000                | 179,8916           | 7                  |

### Волейбол

#### Волейбол

##### Мужчины
Мужская сборная Канады квалифицировалась на Игры, заняв четвёртое место по итогам мирового квалификационного турнира.
Состав
| Номер                   | Имя                    | Дата рождения    | Рост, см  | Клуб          | Игры      | Очки      | Очки      | Очки      | Всего очков |
| Номер                   | Имя                    | Дата рождения    | Рост, см  | Клуб          | Игры      | Атака     | Подача    | Блок      | Всего очков |
| Связующие               | Связующие              | Связующие        | Связующие | Связующие     | Связующие | Связующие | Связующие | Связующие | Связующие   |
| ----------------------- | ---------------------- | ---------------- | --------- | ------------- | --------- | --------- | --------- | --------- | ----------- |
| 1                       | Тайлер Сандерс         | 14 декабря 1991  | 191       | Бендзин       |           |           |           |           |             |
| 21                      | Джей Бланкено          | 27 сентября 1989 | 194       | Абиант        |           |           |           |           |             |
| Диагональные            |                        |                  |           |               |           |           |           |           |             |
| 12                      | Гэвин Шмитт            | 27 января 1986   | 208       | ФУнВиК        |           |           |           |           |             |
| Доигровщики             |                        |                  |           |               |           |           |           |           |             |
| 2                       | Джон Гордон Перрин     | 17 августа 1989  | 201       | Пьяченца      |           |           |           |           |             |
| 4                       | Николас Хоаг           | 19 августа 1992  | 200       | Пари Волей    |           |           |           |           |             |
| 15                      | Фредерик Винтерс       | 25 сентября 1982 | 195       | Сада Крузейро |           |           |           |           |             |
| 22                      | Стивен Маршалл         | 23 ноября 1989   | 193       | Люнебург      |           |           |           |           |             |
| Центральные блокирующие |                        |                  |           |               |           |           |           |           |             |
| 5                       | Руди Верхуфф           | 24 июня 1989     | 198       | Дюрен         |           |           |           |           |             |
| 6                       | Джастин Дафф           | 10 мая 1988      | 200       | Бенфика       |           |           |           |           |             |
| 11                      | Янсен Даниэль ван Дорн | 21 марта 1990    | 207       | Памвохаикос   |           |           |           |           |             |
| 17                      | Грэм Виграсс           | 17 июня 1989     | 205       | Аркасспор     |           |           |           |           |             |
| Либеро                  |                        |                  |           |               |           |           |           |           |             |
| 7                       | Блэр Банн              | 26 февраля 1988  | 184       | Дюрен         |           |           |           |           |             |

| Имя        | Гражданство | Дата рождения  |
| ---------- | ----------- | -------------- |
| Гленн Хоаг | Канада      | 6 декабря 1958 |

Результаты
Групповой этап (Группа A)
|             | Матчи | Матчи | Очки | Сеты | Сеты | Сеты  | Мячи | Мячи | Мячи  |
| В           | П     | В     | Очки | П    | В:П  | В     | П    | В:П  |       |
| ----------- | ----- | ----- | ---- | ---- | ---- | ----- | ---- | ---- | ----- |
| 1. Италия   | 4     | 1     | 12   | 13   | 5    | 2,600 | 432  | 375  | 1,152 |
| 2. Канада   | 3     | 2     | 9    | 10   | 7    | 1,429 | 378  | 378  | 1,000 |
| 3. США      | 3     | 2     | 9    | 10   | 8    | 1,250 | 419  | 405  | 1,035 |
| 4. Бразилия | 3     | 2     | 9    | 11   | 9    | 1,222 | 467  | 442  | 1,057 |
| 5. Франция  | 2     | 3     | 6    | 8    | 9    | 0,889 | 386  | 367  | 1,052 |
| 6. Мексика  | 0     | 5     | 0    | 1    | 15   | 0,067 | 283  | 398  | 0,711 |

| 7 августа 2016 17:05 UTC-3 |

| США                            | 0:3  | Канада          |
| (23:25, 17:25, 23:25) Протокол |      |                 |
| Мэттью Андерсон 15             | Очки | 14 Николас Хоаг |

| Мараканазинью, Рио-де-Жанейро Зрителей: 6875 Судьи: Андрей Зенович Мохаммад Шахмири |

| 9 августа 2016 22:35 UTC-3 |

| Бразилия                                | 3:1  | Канада         |
| (24:26, 25:18, 25:22, 25:17) Статистика |      |                |
| Маурисио Боржес 16                      | Очки | 15 Джон Перрин |

| Мараканазинью, Рио-де-Жанейро Зрителей: 8749 Судьи: Луис Херардо Масиас Пётр Дудек |

#### Пляжный волейбол
Мужчины
| Соревнование | Спортсмены              | Групповой этап                                      | Групповой этап                                     | Групповой этап             | Групповой этап | 1/8 финала     | Четвертьфинал  | Полуфинал      | Финал          | Место |
| Соревнование | Спортсмены              | Соперники Счёт                                      | Соперники Счёт                                     | Соперники Счёт             | Место          | Соперники Счёт | Соперники Счёт | Соперники Счёт | Соперники Счёт | Место |
| ------------ | ----------------------- | --------------------------------------------------- | -------------------------------------------------- | -------------------------- | -------------- | -------------- | -------------- | -------------- | -------------- | ----- |
| мужчины      | Хаим Шальк Бен Сакстон  | Группа D                                            | Группа D                                           | Группа D                   | Группа D       |                |                |                |                |       |
| мужчины      | Хаим Шальк Бен Сакстон  | LATА. Самойловс / Я. Шмединьш П 17:21, 21:18, 13:15 | BRAЭ. Оливейра / П. Солберг В 17:21, 21:18, 16:14  | CUBН. Диас / С. Гонсалес : |                |                |                |                |                |       |
| мужчины      | Джош Бинсток Сэм Шехтер | Группа A                                            | Группа A                                           | Группа A                   | Группа A       |                |                |                |                |       |
| мужчины      | Джош Бинсток Сэм Шехтер | BRAАлисон / Бруно Шмидт П 19:21, 20:22              | ITAА. Раньери / А. Карамбула П 18:21, 21:14, 11:15 | AUTК. Допплер / А. Хорст : |                |                |                |                |                |       |

Женщины
| Соревнование | Спортсмены                    | Групповой этап                                     | Групповой этап                                | Групповой этап                | Групповой этап | 1/8 финала     | Четвертьфинал  | Полуфинал      | Финал          | Место |
| Соревнование | Спортсмены                    | Соперники Счёт                                     | Соперники Счёт                                | Соперники Счёт                | Место          | Соперники Счёт | Соперники Счёт | Соперники Счёт | Соперники Счёт | Место |
| ------------ | ----------------------------- | -------------------------------------------------- | --------------------------------------------- | ----------------------------- | -------------- | -------------- | -------------- | -------------- | -------------- | ----- |
| женщины      | Хизер Бейнсли Сара Паван      | Группа E                                           | Группа E                                      | Группа E                      | Группа E       |                |                |                |                |       |
| женщины      | Хизер Бейнсли Сара Паван      | NEDС. ван Гестел / Я. ван дер Влист В 21:15, 21:17 | SUIЙ. Хайдрих / Н. Цумкер В 21:18, 21:18      | GERК. Боргер / Б. Бюте :      |                |                |                |                |                |       |
| женщины      | Джейми Бродер Кристина Вальяс | Группа D                                           | Группа D                                      | Группа D                      | Группа D       |                |                |                |                |       |
| женщины      | Джейми Бродер Кристина Вальяс | ITAМ. Менегатти / Р. Перри В 15:21, 21:18, 21:9    | GERЛ. Людвиг / К. Валькенхорст П 17:21, 11:21 | EGYД. Эль-Гобаши / Н. Мивад : |                |                |                |                |                |       |

### Гимнастика

#### Спортивная гимнастика
В квалификационном раунде проходил отбор, как в финал командного многоборья, так и в финалы личных дисциплин. В финал индивидуального многоборья отбиралось 24 спортсмена с наивысшими результатами, а в финалы отдельных упражнений по 8 спортсменов, причём в финале личных дисциплин страна не могла быть представлена более, чем 2 спортсменами. В командном многоборье в квалификации на каждом снаряде выступали по 4 спортсмена, а в зачёт шли три лучших результата. В финале командных соревнований на каждом снаряде выступало по три спортсмена и все три результата шли в зачёт.
Мужчины
Индивидуальные упражнения
| Соревнование       | Спортсмены   | Квалификация | Квалификация | Финал                | Финал                |
| Соревнование       | Спортсмены   | Очки         | Место        | Очки                 | Место                |
| ------------------ | ------------ | ------------ | ------------ | -------------------- | -------------------- |
| вольные упражнения | Скотт Морган | 14,966       | 18           | завершил выступление | завершил выступление |
| кольца             | Скотт Морган | 14,533       | 27           | завершил выступление | завершил выступление |
| опорный прыжок     | Скотт Морган | 14,470       | 14           | завершил выступление | завершил выступление |

Женщины
Многоборья
| Соревнование         | Спортсмены       | Квалификация   | Квалификация        | Квалификация | Квалификация       | Квалификация | Квалификация | Финал                 | Финал                 | Финал                 | Финал                 | Финал                 | Финал                 |
| Соревнование         | Спортсмены       | Опорный прыжок | Разновысокие брусья | Бревно       | Вольные упражнения | Всего        | Место        | Опорный прыжок        | Разновысокие брусья   | Бревно                | Вольные упражнения    | Всего                 | Место                 |
| -------------------- | ---------------- | -------------- | ------------------- | ------------ | ------------------ | ------------ | ------------ | --------------------- | --------------------- | --------------------- | --------------------- | --------------------- | --------------------- |
| личное многоборье    | Изабела Онышко   | 14,000         | 14,733              | 14,533       | 13,966             | 57,232       | 10 Q         |                       |                       |                       |                       |                       |                       |
| личное многоборье    | Элизабет Блэк    | 14,766         | 14,500              | 13,566       | 14,133             | 56,965       | 13 Q         |                       |                       |                       |                       |                       |                       |
| командное многоборье | Элизабет Блэк    | 14,766         | 14,500              | 13,566       | 14,133             |              |              | завершили выступление | завершили выступление | завершили выступление | завершили выступление | завершили выступление | завершили выступление |
| командное многоборье | Шэллон Олсен     | 15,300         |                     |              | 13,866             |              |              | завершили выступление | завершили выступление | завершили выступление | завершили выступление | завершили выступление | завершили выступление |
| командное многоборье | Изабела Онышко   | 14,000         | 14,733              | 14,533       | 13,966             |              |              | завершили выступление | завершили выступление | завершили выступление | завершили выступление | завершили выступление | завершили выступление |
| командное многоборье | Бриттани Роджерс | 14,666         | 14,266              | 13,466       |                    |              |              | завершили выступление | завершили выступление | завершили выступление | завершили выступление | завершили выступление | завершили выступление |
| командное многоборье | Роуз-Кайинг У    |                | 13,733              | 13,233       | 13,566             |              |              | завершили выступление | завершили выступление | завершили выступление | завершили выступление | завершили выступление | завершили выступление |
| командное многоборье | Всего            | 44,732         | 43,499              | 41,565       | 41,965             | 171,761      | 9            | завершили выступление | завершили выступление | завершили выступление | завершили выступление | завершили выступление | завершили выступление |

Индивидуальные упражнения
| Соревнование        | Спортсмены       | Квалификация | Квалификация | Финал                 | Финал                 |
| Соревнование        | Спортсмены       | Очки         | Место        | Очки                  | Место                 |
| ------------------- | ---------------- | ------------ | ------------ | --------------------- | --------------------- |
| опорный прыжок      | Шэллон Олсен     | 14,950       | 6 Q          |                       |                       |
| опорный прыжок      | Бриттани Роджерс | 14,783       | 9            | завершила выступление | завершила выступление |
| опорный прыжок      | Элизабет Блэк    | 14,499       | 15           | завершила выступление | завершила выступление |
| разновысокие брусья | Изабела Онышко   | 14,733       | 23           | завершила выступление | завершила выступление |
| разновысокие брусья | Элизабет Блэк    | 14,500       | 31           | завершила выступление | завершила выступление |
| разновысокие брусья | Бриттани Роджерс | 14,266       | 36           | завершила выступление | завершила выступление |
| разновысокие брусья | Роуз-Кайинг У    | 13,733       | 52           | завершила выступление | завершила выступление |
| бревно              | Изабела Онышко   | 14,533       | 10 Q         |                       |                       |
| бревно              | Элизабет Блэк    | 13,566       | 44           | завершила выступление | завершила выступление |
| бревно              | Бриттани Роджерс | 13,466       | 45           | завершила выступление | завершила выступление |
| бревно              | Роуз-Кайинг У    | 13,233       | 55           | завершила выступление | завершила выступление |
| вольные упражнения  | Элизабет Блэк    | 14,133       | 15           | завершила выступление | завершила выступление |
| вольные упражнения  | Изабела Онышко   | 13,966       | 22           | завершила выступление | завершила выступление |
| вольные упражнения  | Шэллон Олсен     | 13,866       | 26           | завершила выступление | завершила выступление |
| вольные упражнения  | Роуз-Кайинг У    | 13,566       | 38           | завершила выступление | завершила выступление |

#### Прыжки на батуте
Мужчины
| Соревнование      | Спортсмены      | Квалификация | Квалификация | Финал | Финал |
| Соревнование      | Спортсмены      | Очки         | Место        | Очки  | Место |
| ----------------- | --------------- | ------------ | ------------ | ----- | ----- |
| личное первенство | Джейсон Барнетт |              |              |       |       |

Женщины
| Соревнование      | Спортсмены        | Квалификация | Квалификация | Финал | Финал |
| Соревнование      | Спортсмены        | Очки         | Место        | Очки  | Место |
| ----------------- | ----------------- | ------------ | ------------ | ----- | ----- |
| личное первенство | Розанна Макленнан |              |              |       |       |

### Гольф
Последний раз соревнования по гольфу в рамках Олимпийских игр проходили в 1904 году. Соревнования гольфистов пройдут на 18-луночном поле, со счётом 72 пар. Каждый участник пройдёт все 18 лунок по 4 раза.
Мужчины
| Соревнование | Спортсмены | Первый раунд | Первый раунд | Второй раунд | Второй раунд | Третий раунд | Третий раунд | Четвёртый раунд | Четвёртый раунд | Итоговый результат | Итоговое место |
| Соревнование | Спортсмены | Очки         | Место        | Очки         | Место        | Очки         | Место        | Очки            | Место           | Итоговый результат | Итоговое место |
| ------------ | ---------- | ------------ | ------------ | ------------ | ------------ | ------------ | ------------ | --------------- | --------------- | ------------------ | -------------- |
| мужчины      | Дэвид Хирн |              |              |              |              |              |              |                 |                 |                    |                |
| мужчины      | Грэм Делат |              |              |              |              |              |              |                 |                 |                    |                |

Женщины
| Соревнование | Спортсмены     | Первый раунд | Первый раунд | Второй раунд | Второй раунд | Третий раунд | Третий раунд | Четвёртый раунд | Четвёртый раунд | Итоговый результат | Итоговое место |
| Соревнование | Спортсмены     | Очки         | Место        | Очки         | Место        | Очки         | Место        | Очки            | Место           | Итоговый результат | Итоговое место |
| ------------ | -------------- | ------------ | ------------ | ------------ | ------------ | ------------ | ------------ | --------------- | --------------- | ------------------ | -------------- |
| женщины      | Брук Хендерсон |              |              |              |              |              |              |                 |                 |                    |                |
| женщины      | Алена Шарп     |              |              |              |              |              |              |                 |                 |                    |                |

### Гребля на байдарках и каноэ

#### Гребля на гладкой воде
Соревнования по гребле на байдарках и каноэ на гладкой воде проходят в лагуне Родригу-ди-Фрейташ, которая находится на территории города Рио-де-Жанейро. В каждой дисциплине соревнования проходят в три этапа: предварительный раунд, полуфинал и финал.
Мужчины
| Соревнование                   | Спортсмены              | Предварительный раунд | Предварительный раунд | Предварительный раунд | Полуфинал | Полуфинал | Полуфинал | Финал | Финал | Итоговое место |
| Соревнование                   | Спортсмены              | Заплыв                | Время                 | Место                 | Заплыв    | Время     | Место     | Время | Место | Итоговое место |
| ------------------------------ | ----------------------- | --------------------- | --------------------- | --------------------- | --------- | --------- | --------- | ----- | ----- | -------------- |
| байдарки-одиночки, 200 метров  | Марк Де Йонг            |                       |                       |                       |           |           |           |       |       |                |
| байдарки-одиночки, 1000 метров | Адам Ван Куверден       |                       |                       |                       |           |           |           |       |       |                |
| байдарки-двойки, 200 метров    | Райан Кохран Юг Фурнель |                       |                       |                       |           |           |           |       |       |                |
| каноэ-одиночки, 200 метров     | Марк Олдершоу           |                       |                       |                       |           |           |           |       |       |                |
| каноэ-одиночки, 1000 метров    | Марк Олдершоу           |                       |                       |                       |           |           |           |       |       |                |

Женщины
| Соревнование                  | Спортсмены                                                     | Предварительный раунд | Предварительный раунд | Предварительный раунд | Полуфинал | Полуфинал | Полуфинал | Финал | Финал | Итоговое место |
| Соревнование                  | Спортсмены                                                     | Заплыв                | Время                 | Место                 | Заплыв    | Время     | Место     | Время | Место | Итоговое место |
| ----------------------------- | -------------------------------------------------------------- | --------------------- | --------------------- | --------------------- | --------- | --------- | --------- | ----- | ----- | -------------- |
| байдарки-одиночки, 200 метров | Андреанна Ланглуа                                              |                       |                       |                       |           |           |           |       |       |                |
| байдарки-одиночки, 500 метров | Эмили Фурнель                                                  |                       |                       |                       |           |           |           |       |       |                |
| байдарки-двойки, 500 метров   | Кейтлин Фрейзер Женевьев Ортон                                 |                       |                       |                       |           |           |           |       |       |                |
| байдарки-четвёрки, 500 метров | Андреанна Ланглуа Эмили Фурнель Кейтлин Фрейзер Женевьев Ортон |                       |                       |                       |           |           |           |       |       |                |

#### Гребной слалом
Квалификационный раунд проходит в две попытки. Результат в каждой попытке складывается из времени, затраченного на прохождение трассы и суммы штрафных очков, которые спортсмен получает за неправильное прохождение ворот. Одно штрафное очко равняется одной секунде. Из 2 попыток выбирается лучший результат, по результатам которых, выявляются спортсмены с наименьшим количеством очков, которые проходят в следующий раунд. В полуфинале гребцы выполняют по одной попытке. В финал проходят 8 спортсменов с наименьшим результатом.
Мужчины
| Соревнование      | Спортсмены     | Предварительный этап | Предварительный этап | Предварительный этап | Предварительный этап | Предварительный этап | Предварительный этап | Предварительный этап | Полуфинал            | Полуфинал            | Полуфинал            | Полуфинал            | Финал                | Финал                | Финал                | Финал                |
| Соревнование      | Спортсмены     | 1 попытка            | 1 попытка            | 1 попытка            | 2 попытка            | 2 попытка            | 2 попытка            | Место                | Полуфинал            | Полуфинал            | Полуфинал            | Полуфинал            | Финал                | Финал                | Финал                | Финал                |
| Соревнование      | Спортсмены     | Время                | Штраф                | Итог                 | Время                | Штраф                | Итог                 | Место                | Время                | Штраф                | Итог                 | Место                | Время                | Штраф                | Итог                 | Место                |
| ----------------- | -------------- | -------------------- | -------------------- | -------------------- | -------------------- | -------------------- | -------------------- | -------------------- | -------------------- | -------------------- | -------------------- | -------------------- | -------------------- | -------------------- | -------------------- | -------------------- |
| байдарки-одиночки | Майкл Тайлер   | 99,66                | 6                    | 105,66               | 93,47                | 0                    | 93,47                | 16                   | завершил выступление | завершил выступление | завершил выступление | завершил выступление | завершил выступление | завершил выступление | завершил выступление | завершил выступление |
| каноэ-одиночки    | Кэмерон Смедли | 100,93               | 4                    | 104,93               | 100,83               | 4                    | 104,83               | 15                   | завершил выступление | завершил выступление | завершил выступление | завершил выступление | завершил выступление | завершил выступление | завершил выступление | завершил выступление |

### Дзюдо
Соревнования по дзюдо проводились по системе с выбыванием. В утешительные раунды попадали спортсмены, проигравшие полуфиналистам турнира. Два спортсмена, одержавших победу в утешительном раунде, в поединке за бронзу сражались с дзюдоистами, проигравшими в полуфинале.
Мужчины
| Категория | Спортсмены          | 1/32 финала           | 1/16 финала                 | 1/8 финала                | Четвертьфинал              | Полуфинал                  | Финал                   | Место |
| Категория | Спортсмены          | Соперник Результат    | Соперник Результат          | Соперник Результат        | Соперник Результат         | Соперник Результат         | Соперник Результат      | Место |
| --------- | ------------------- | --------------------- | --------------------------- | ------------------------- | -------------------------- | -------------------------- | ----------------------- | ----- |
| до 60 кг  | Серхио Пессоа       | не участвовал         | GEOА. Папинашвили П 000:011 | завершил выступление      | завершил выступление       | завершил выступление       | завершил выступление    | 17    |
| до 66 кг  | Антуан Бушар        | PNGР. Овину В 100:000 | RUSМ. Пуляев В 001:000      | MARИ. Бассу В 001:000     | SLOА. Гомбоц П 000:100     | Утешительный турнир        | Утешительный турнир     | 5     |
| до 66 кг  | Антуан Бушар        | PNGР. Овину В 100:000 | RUSМ. Пуляев В 001:000      | MARИ. Бассу В 001:000     | SLOА. Гомбоц П 000:100     | MGLД. Тумурхулэг В 010:000 | JPNМ. Эбинума П 000:101 | 5     |
| до 81 кг  | Антуан Валуа-Фортье | не участвовал         | FRAЛ. Пьетри В 001:000      | ARGЭ. Лусенти В 010:010s3 | RUSХ. Халмурзаев П 000:010 | Утешительный турнир        | Утешительный турнир     | 7     |
| до 81 кг  | Антуан Валуа-Фортье | не участвовал         | FRAЛ. Пьетри В 001:000      | ARGЭ. Лусенти В 010:010s3 | RUSХ. Халмурзаев П 000:010 | JPNТ. Нагасэ П 000:100     | завершил выступление    | 7     |
| до 100 кг | Кайл Рейес          |                       |                             |                           |                            |                            |                         |       |

Женщины
| Категория | Спортсмены          | 1/16 финала        | 1/8 финала                | Четвертьфинал            | Полуфинал             | Финал                 | Место |
| Категория | Спортсмены          | Соперник Результат | Соперник Результат        | Соперник Результат       | Соперник Результат    | Соперник Результат    | Место |
| --------- | ------------------- | ------------------ | ------------------------- | ------------------------ | --------------------- | --------------------- | ----- |
| до 52 кг  | Экатерина Гуика     | не участвовала     | RUSН. Кузютина П 000:002  | завершила выступление    | завершила выступление | завершила выступление | 9     |
| до 57 кг  | Катрин Бошмен-Пинар | не участвовала     | HUNХ. Каракаш П 000s1:000 | завершила выступление    | завершила выступление | завершила выступление | 9     |
| до 70 кг  | Келита Зупанчич     | не участвовала     | GEOЭ. Стам В 000:000s1    | JPNХ. Татимото П 000:010 | Утешительный турнир   | Утешительный турнир   | 7     |
| до 70 кг  | Келита Зупанчич     | не участвовала     | GEOЭ. Стам В 000:000s1    | JPNХ. Татимото П 000:010 | AUTБ. Граф П 001:010  | завершила выступление | 7     |

### Конный спорт
Выездка
Соревнования по выездке включали в себе три теста высшего уровня сложности по системе Международной федерации конного спорта (FEI): Большой Приз (англ. Grand Prix), Переездка Большого Приза (англ. Grand Prix Special) и КЮР Большого приза (англ. Grand Prix Freestyle). Итоговая оценка в каждом из тестов рассчитывалась, как среднее арифметическое значение оценок семи судей.
| Соревнование   | Спортсмены                      | Большой Приз | Большой Приз | Переездка Большого Приза | Переездка Большого Приза | КЮР Большого Приза    | КЮР Большого Приза    |
| Соревнование   | Спортсмены                      | Результат    | Место        | Результат                | Место                    | Результат             | Место                 |
| -------------- | ------------------------------- | ------------ | ------------ | ------------------------ | ------------------------ | --------------------- | --------------------- |
| личная выездка | Белинда Трасселл лошадь — Anton | 72,214       | 28 Q         |                          |                          |                       |                       |
| личная выездка | Меган Лейн лошадь — Caravella   | 71,286       | 32           | завершила выступление    | завершила выступление    | завершила выступление | завершила выступление |

Троеборье
Троеборье состоит из манежной езды, полевых испытаний и конкура. В выездке оценивается степень контроля всадника над лошадью и способность выполнить обязательные элементы выступления. Также при выступлении оценивается внешний вид лошади и всадника. Жюри выставляет, как положительные оценки за удачно выполненные упражнения, так и штрафные баллы за различного рода ошибки. После окончания выступления по специальной формуле вычисляется количество штрафных очков. Соревнования по кроссу требуют от лошади и её наездника высокой степени физической подготовленности и выносливости. Дистанция для кросса достаточно протяжённая и имеет множество препятствий различного типа. Штрафные очки во время кросса начисляются за сбитые препятствия, за превышение лимита времени и за опасную езду. В конкуре за каждое сбитое препятствие спортсмену начисляются 4 штрафных балла, а за превышение лимита времени 1 штрафное очко (за каждую каждую, сверх нормы времени, начатую секунду).
| Соревнование        | Спортсмены                                                 | Выездка | Кросс  | Кросс  | Конкур                | Конкур                | Финальный конкур      | Финальный конкур      | Всего                 | Всего                 |                       |                       |
| Соревнование        | Спортсмены                                                 | Штраф   | Штраф  | Штраф  | Штраф                 | Штраф                 | Штраф                 | Штраф                 | Всего                 | Всего                 |                       |                       |
| Соревнование        | Спортсмены                                                 | Баллы   | Прыжки | Время  | Прыжки                | Время                 | Прыжки                | Время                 | Результат             | Место                 |                       |                       |
| ------------------- | ---------------------------------------------------------- | ------- | ------ | ------ | --------------------- | --------------------- | --------------------- | --------------------- | --------------------- | --------------------- | --------------------- | --------------------- |
| личное троеборье    | Ребекка Ховард лошадь — Riddle Master                      | 49,40   | 0,00   | 12,40  | 0                     | 0,00                  | 4                     | 0,00                  | 65,80                 | 10                    |                       |                       |
| личное троеборье    | Джессика Феникс лошадь — A Little Romance                  | 52,00   | 40,00  | 35,60  | 4                     | 0,00                  | завершила выступление | завершила выступление | 131,60                | 38                    |                       |                       |
| личное троеборье    | Коллин Лоуч лошадь — Qorry Blue d’Argouges                 | 56,50   | 40,00  | 45,20  | 4                     | 0,00                  | завершила выступление | завершила выступление | 145,70                | 42                    |                       |                       |
| личное троеборье    | Кэтрин Робинсон лошадь — Let It Bee                        | 49,40   | DSQ    | DSQ    | завершила выступление | завершила выступление | завершила выступление | завершила выступление | завершила выступление | завершила выступление | завершила выступление | завершила выступление |
| командное троеборье | Коллин Лоуч Кэтрин Робинсон Джессика Феникс Ребекка Ховард | 150,80  | 331,10 | 331,10 | 8,00                  | 8,00                  | не проводится         | не проводится         | 339,10                | 10                    |                       |                       |

Конкур
В каждом из раундов спортсменам необходимо было пройти дистанцию с разным количеством препятствий и разным лимитом времени. За каждое сбитое препятствие спортсмену начислялось 4 штрафных балла, за превышение лимита времени 1 штрафное очко (за каждые 5 секунд). В финал личного первенства могло пройти только три спортсмена от одной страны. Командный конкур проводился в рамках второго и третьего раунда индивидуальной квалификации. В зачёт командных соревнований шли три лучших результата, показанные спортсменами во время личного первенства. Если спортсмен выбывал из индивидуальных соревнований после первого или второго раундов, то он всё равно продолжал свои выступления, но результаты при этом шли только в командный зачёт.
| Соревнование     | Спортсмены                                      | Квалификация  | Квалификация  | Квалификация | Квалификация | Квалификация | Квалификация | Квалификация | Квалификация | Финал         | Финал         | Финал         | Финал         | Финал         | Итоговое место |
| Соревнование     | Спортсмены                                      | 1 раунд       | 1 раунд       | 2 раунд      | Всего        | Всего        | 3 раунд      | Всего        | Всего        | Финал A       | Финал A       | Финал B       | Всего         | Всего         | Итоговое место |
| Соревнование     | Спортсмены                                      | Штраф         | Место         | Штраф        | Штраф        | Место        | Штраф        | Штраф        | Место        | Штраф         | Место         | Штраф         | Штраф         | Место         | Итоговое место |
| ---------------- | ----------------------------------------------- | ------------- | ------------- | ------------ | ------------ | ------------ | ------------ | ------------ | ------------ | ------------- | ------------- | ------------- | ------------- | ------------- | -------------- |
| личный конкур    | Эрик Ламаз лошадь — Fine Lady 5                 |               |               |              |              |              |              |              |              |               |               |               |               |               |                |
| личный конкур    | Тиффани Фостер лошадь — Tripple X III           |               |               |              |              |              |              |              |              |               |               |               |               |               |                |
| личный конкур    | Янн Кандел лошадь — First Choice 15             |               |               |              |              |              |              |              |              |               |               |               |               |               |                |
| личный конкур    | Эми Миллар лошадь — Heros                       |               |               |              |              |              |              |              |              |               |               |               |               |               |                |
| командный конкур | Эрик Ламаз Тиффани Фостер Янн Кандел Эми Миллар | не проводится | не проводится |              |              |              |              |              |              | Не проводится | Не проводится | Не проводится | Не проводится | Не проводится |                |

### Лёгкая атлетика
Состав сборной Канады по лёгкой атлетике на Олимпийские игры был объявлен 6 июля 2016 года.
Мужчины
Беговые дисциплины
| Дисциплина                         | Спортсмен                                              | Предварительный раунд | Предварительный раунд | Предварительный раунд | Четвертьфиналы | Четвертьфиналы | Четвертьфиналы | Полуфиналы                                          | Полуфиналы                                          | Полуфиналы                                          | Финал | Финал |
| Дисциплина                         | Спортсмен                                              | Забег                 | Время                 | Место                 | Забег          | Время          | Место          | Забег                                               | Время                                               | Место                                               | Время | Место |
| ---------------------------------- | ------------------------------------------------------ | --------------------- | --------------------- | --------------------- | -------------- | -------------- | -------------- | --------------------------------------------------- | --------------------------------------------------- | --------------------------------------------------- | ----- | ----- |
| бег на 100 метров                  | Андре Де Грасс                                         |                       |                       |                       |                |                |                |                                                     |                                                     |                                                     |       |       |
| бег на 100 метров                  | Аарон Браун                                            |                       |                       |                       |                |                |                |                                                     |                                                     |                                                     |       |       |
| бег на 100 метров                  | Аким Хейнс                                             |                       |                       |                       |                |                |                |                                                     |                                                     |                                                     |       |       |
| бег на 200 метров                  | Андре Де Грасс                                         |                       |                       |                       | не проводится  | не проводится  | не проводится  |                                                     |                                                     |                                                     |       |       |
| бег на 200 метров                  | Аарон Браун                                            |                       |                       |                       | не проводится  | не проводится  | не проводится  |                                                     |                                                     |                                                     |       |       |
| бег на 200 метров                  | Брендон Родни                                          |                       |                       |                       | не проводится  | не проводится  | не проводится  |                                                     |                                                     |                                                     |       |       |
| бег на 800 метров                  | Брэндон Макбрайд                                       |                       |                       |                       | не проводится  | не проводится  | не проводится  |                                                     |                                                     |                                                     |       |       |
| бег на 800 метров                  | Энтони Романив                                         |                       |                       |                       | не проводится  | не проводится  | не проводится  |                                                     |                                                     |                                                     |       |       |
| бег на 1500 метров                 | Натан Брэннен                                          |                       |                       |                       | не проводится  | не проводится  | не проводится  |                                                     |                                                     |                                                     |       |       |
| бег на 1500 метров                 | Шарль Филибер-Тибуто                                   |                       |                       |                       | не проводится  | не проводится  | не проводится  |                                                     |                                                     |                                                     |       |       |
| бег на 5000 метров                 | Мохамед Ахмед                                          |                       |                       |                       | не проводится  | не проводится  | не проводится  | не проводится                                       | не проводится                                       | не проводится                                       |       |       |
| бег на 5000 метров                 | Лукас Бруше                                            |                       |                       |                       | не проводится  | не проводится  | не проводится  | не проводится                                       | не проводится                                       | не проводится                                       |       |       |
| бег на 10 000 метров               | Мохамед Ахмед                                          | не проводится         | не проводится         | не проводится         | не проводится  | не проводится  | не проводится  | не проводится                                       | не проводится                                       | не проводится                                       |       |       |
| бег на 3000 метров с препятствиями | Мэттью Хьюз                                            |                       |                       |                       | не проводится  | не проводится  | не проводится  | не проводится                                       | не проводится                                       | не проводится                                       |       |       |
| бег на 3000 метров с препятствиями | Тейлор Милн                                            |                       |                       |                       | не проводится  | не проводится  | не проводится  | не проводится                                       | не проводится                                       | не проводится                                       |       |       |
| бег на 3000 метров с препятствиями | Крис Уинтер                                            |                       |                       |                       | не проводится  | не проводится  | не проводится  | не проводится                                       | не проводится                                       | не проводится                                       |       |       |
| бег на 110 метров с барьерами      | Джонатан Кабрал                                        |                       |                       |                       | не проводится  | не проводится  | не проводится  |                                                     |                                                     |                                                     |       |       |
| бег на 110 метров с барьерами      | Секу Каба                                              |                       |                       |                       | не проводится  | не проводится  | не проводится  |                                                     |                                                     |                                                     |       |       |
| Эстафета                           | Предварительный раунд                                  | Предварительный раунд | Предварительный раунд | Предварительный раунд | Полуфинал      | Полуфинал      | Полуфинал      | Финал                                               | Финал                                               | Финал                                               | Финал | Финал |
| Эстафета                           | Состав                                                 | Забег                 | Время                 | Место                 | Забег          | Время          | Место          | Состав                                              | Состав                                              | Состав                                              | Время | Место |
| эстафета 4×100 метров              | Аким Хейнс Аарон Браун Брендон Родни Моболаде Аджомале |                       |                       |                       | не проводится  | не проводится  | не проводится  | Аким Хейнс Аарон Браун Брендон Родни Андре Де Грасс | Аким Хейнс Аарон Браун Брендон Родни Андре Де Грасс | Аким Хейнс Аарон Браун Брендон Родни Андре Де Грасс |       |       |

Шоссейные дисциплины
| Дисциплина              | Спортсмен      | Время | Место | Отставание |
| ----------------------- | -------------- | ----- | ----- | ---------- |
| марафон                 | Эрик Гиллис    |       |       |            |
| марафон                 | Рейд Кулсит    |       |       |            |
| ходьба на 20 километров | Эван Данфи     |       |       |            |
| ходьба на 20 километров | Иньяки Гомес   |       |       |            |
| ходьба на 20 километров | Бенджамин Торн |       |       |            |
| ходьба на 50 километров | Эван Данфи     |       |       |            |
| ходьба на 50 километров | Матьё Билодо   |       |       |            |

Технические дисциплины
| Дисциплина      | Спортсмен     | Квалификация | Квалификация | Финал     | Финал |
| Дисциплина      | Спортсмен     | Результат    | Место        | Результат | Место |
| --------------- | ------------- | ------------ | ------------ | --------- | ----- |
| прыжок в высоту | Дерек Друэн   |              |              |           |       |
| прыжок в высоту | Майкл Мейсон  |              |              |           |       |
| прыжок с шестом | Шонеси Барбер |              |              |           |       |
| толкание ядра   | Тим Недоу     |              |              |           |       |

Многоборье
| Дисциплина  | Спортсмен     | Параметр  | 100 м | длина | ядро | высота | 400 м | 110 м с/б | диск | шест | копьё | 1500 м | Всего очков | Итоговое место |
| ----------- | ------------- | --------- | ----- | ----- | ---- | ------ | ----- | --------- | ---- | ---- | ----- | ------ | ----------- | -------------- |
| десятиборье | Дамиан Уорнер | Результат |       |       |      |        |       |           |      |      |       |        |             |                |
| десятиборье | Дамиан Уорнер | Очки      |       |       |      |        |       |           |      |      |       |        |             |                |
| десятиборье | Дамиан Уорнер | Место     |       |       |      |        |       |           |      |      |       |        |             |                |

Женщины
Беговые дисциплины
| Дисциплина                         | Спортсмен                                              | Предварительный раунд | Предварительный раунд | Предварительный раунд | Четвертьфиналы | Четвертьфиналы | Четвертьфиналы | Полуфиналы                                             | Полуфиналы                                             | Полуфиналы                                             | Финал | Финал |
| Дисциплина                         | Спортсмен                                              | Забег                 | Время                 | Место                 | Забег          | Время          | Место          | Забег                                                  | Время                                                  | Место                                                  | Время | Место |
| ---------------------------------- | ------------------------------------------------------ | --------------------- | --------------------- | --------------------- | -------------- | -------------- | -------------- | ------------------------------------------------------ | ------------------------------------------------------ | ------------------------------------------------------ | ----- | ----- |
| бег на 100 метров                  | Кристал Эммануэль                                      |                       |                       |                       |                |                |                |                                                        |                                                        |                                                        |       |       |
| бег на 100 метров                  | Хамика Бинем                                           |                       |                       |                       |                |                |                |                                                        |                                                        |                                                        |       |       |
| бег на 200 метров                  | Кристал Эммануэль                                      |                       |                       |                       |                |                |                |                                                        |                                                        |                                                        |       |       |
| бег на 200 метров                  | Кимберли Гиацинт                                       |                       |                       |                       |                |                |                |                                                        |                                                        |                                                        |       |       |
| бег на 400 метров                  | Карлин Муир                                            |                       |                       |                       | не проводится  | не проводится  | не проводится  |                                                        |                                                        |                                                        |       |       |
| бег на 400 метров                  | Алисия Браун                                           |                       |                       |                       | не проводится  | не проводится  | не проводится  |                                                        |                                                        |                                                        |       |       |
| бег на 400 метров                  | Кендра Кларк                                           |                       |                       |                       | не проводится  | не проводится  | не проводится  |                                                        |                                                        |                                                        |       |       |
| бег на 800 метров                  | Мелисса Бишоп                                          |                       |                       |                       | не проводится  | не проводится  | не проводится  |                                                        |                                                        |                                                        |       |       |
| бег на 1500 метров                 | Николь Сифуэнтес                                       |                       |                       |                       | не проводится  | не проводится  | не проводится  |                                                        |                                                        |                                                        |       |       |
| бег на 1500 метров                 | Хилари Штеллингверфф                                   |                       |                       |                       | не проводится  | не проводится  | не проводится  |                                                        |                                                        |                                                        |       |       |
| бег на 1500 метров                 | Габриэла Стэффорд                                      |                       |                       |                       | не проводится  | не проводится  | не проводится  |                                                        |                                                        |                                                        |       |       |
| бег на 5000 метров                 | Андреа Секкафьен                                       |                       |                       |                       | не проводится  | не проводится  | не проводится  | не проводится                                          | не проводится                                          | не проводится                                          |       |       |
| бег на 5000 метров                 | Джессика О’Коннелл                                     |                       |                       |                       | не проводится  | не проводится  | не проводится  | не проводится                                          | не проводится                                          | не проводится                                          |       |       |
| бег на 10 000 метров               | Наташа Водак                                           | не проводится         | не проводится         | не проводится         | не проводится  | не проводится  | не проводится  | не проводится                                          | не проводится                                          | не проводится                                          |       |       |
| бег на 10 000 метров               | Ланни Маршан                                           | не проводится         | не проводится         | не проводится         | не проводится  | не проводится  | не проводится  | не проводится                                          | не проводится                                          | не проводится                                          |       |       |
| бег на 3000 метров с препятствиями | Женевьев Лялонд                                        |                       |                       |                       | не проводится  | не проводится  | не проводится  | не проводится                                          | не проводится                                          | не проводится                                          |       |       |
| бег на 3000 метров с препятствиями | Мария Бернард                                          |                       |                       |                       | не проводится  | не проводится  | не проводится  | не проводится                                          | не проводится                                          | не проводится                                          |       |       |
| бег на 3000 метров с препятствиями | Эрин Тещук                                             |                       |                       |                       | не проводится  | не проводится  | не проводится  | не проводится                                          | не проводится                                          | не проводится                                          |       |       |
| бег на 100 метров с барьерами      | Филисия Джордж                                         |                       |                       |                       | не проводится  | не проводится  | не проводится  |                                                        |                                                        |                                                        |       |       |
| бег на 100 метров с барьерами      | Никкита Холдер                                         |                       |                       |                       | не проводится  | не проводится  | не проводится  |                                                        |                                                        |                                                        |       |       |
| бег на 100 метров с барьерами      | Анджела Уайт                                           |                       |                       |                       | не проводится  | не проводится  | не проводится  |                                                        |                                                        |                                                        |       |       |
| бег на 400 метров с барьерами      | Сейдж Уотсон                                           |                       |                       |                       | не проводится  | не проводится  | не проводится  |                                                        |                                                        |                                                        |       |       |
| бег на 400 метров с барьерами      | Ноэль Монтколм                                         |                       |                       |                       | не проводится  | не проводится  | не проводится  |                                                        |                                                        |                                                        |       |       |
| бег на 400 метров с барьерами      | Шанис Чейз-Тейлор                                      |                       |                       |                       | не проводится  | не проводится  | не проводится  |                                                        |                                                        |                                                        |       |       |
| Эстафета                           | Предварительный раунд                                  | Предварительный раунд | Предварительный раунд | Предварительный раунд | Полуфинал      | Полуфинал      | Полуфинал      | Финал                                                  | Финал                                                  | Финал                                                  | Финал | Финал |
| Эстафета                           | Состав                                                 | Забег                 | Время                 | Место                 | Забег          | Время          | Место          | Состав                                                 | Состав                                                 | Состав                                                 | Время | Место |
| эстафета 4×100 метров              | Фара Жак Кристал Эммануэль Филисия Джордж Хамика Бинем |                       |                       |                       | не проводится  | не проводится  | не проводится  | Фара Жак Кристал Эммануэль Филисия Джордж Хамика Бинем | Фара Жак Кристал Эммануэль Филисия Джордж Хамика Бинем | Фара Жак Кристал Эммануэль Филисия Джордж Хамика Бинем |       |       |
| эстафета 4×400 метров              | Карлин Муир Алисия Браун Ноэль Монтколм Сейдж Уотсон   |                       |                       |                       | не проводится  | не проводится  | не проводится  | Карлин Муир Алисия Браун Ноэль Монтколм Сейдж Уотсон   | Карлин Муир Алисия Браун Ноэль Монтколм Сейдж Уотсон   | Карлин Муир Алисия Браун Ноэль Монтколм Сейдж Уотсон   |       |       |

Шоссейные дисциплины
| Дисциплина | Спортсмен    | Время | Место | Отставание |
| ---------- | ------------ | ----- | ----- | ---------- |
| марафон    | Ланни Маршан |       |       |            |
| марафон    | Криста Дюшен |       |       |            |

Технические дисциплины
| Дисциплина      | Спортсмен         | Квалификация | Квалификация | Финал     | Финал |
| Дисциплина      | Спортсмен         | Результат    | Место        | Результат | Место |
| --------------- | ----------------- | ------------ | ------------ | --------- | ----- |
| прыжок в длину  | Кристабель Нетти  |              |              |           |       |
| прыжок в высоту | Аликсандрия Трежа |              |              |           |       |
| прыжок с шестом | Келси Абе         |              |              |           |       |
| прыжок с шестом | Анника Ньюэлл     |              |              |           |       |
| прыжок с шестом | Алиша Ньюман      |              |              |           |       |
| толкание ядра   | Бриттани Крю      |              |              |           |       |
| толкание ядра   | Тарин Сьютти      |              |              |           |       |
| метание копья   | Элизабет Глидл    |              |              |           |       |
| метание молота  | Хизер Стейси      |              |              |           |       |

Многоборье
| Дисциплина | Спортсмен           | Параметр  | 100 м с/б | высота | ядро | 200 м | длина | копьё | 800 м | Всего очков | Итоговое место |
| ---------- | ------------------- | --------- | --------- | ------ | ---- | ----- | ----- | ----- | ----- | ----------- | -------------- |
| семиборье  | Брианна Тейсен-Итон | Результат |           |        |      |       |       |       |       |             |                |
| семиборье  | Брианна Тейсен-Итон | Очки      |           |        |      |       |       |       |       |             |                |
| семиборье  | Брианна Тейсен-Итон | Место     |           |        |      |       |       |       |       |             |                |

### Настольный теннис
Соревнования по настольному теннису проходили по системе плей-офф. Каждый матч продолжался до тех пор, пока один из теннисистов не выигрывал 4 партии. Сильнейшие 16 спортсменов начинали соревнования с третьего раунда, следующие 16 по рейтингу стартовали со второго раунда.
Мужчины
| Соревнование     | Спортсмены | Квалификация       | Первый раунд       | Второй раунд        | Третий раунд              | 1/8 финала           | 1/4 финала           | Полуфинал            | Финал                |
| Соревнование     | Спортсмены | Соперник Результат | Соперник Результат | Соперник Результат  | Соперник Результат        | Соперник Результат   | Соперник Результат   | Соперник Результат   | Соперник Результат   |
| ---------------- | ---------- | ------------------ | ------------------ | ------------------- | ------------------------- | -------------------- | -------------------- | -------------------- | -------------------- |
| одиночный разряд | Юджин Ван  | не участвовал      | CUBХ. Кампос В 4:2 | TURА. Ли (29) В 4:0 | HKGВон Чхуньтин (6) П 0:4 | завершил выступление | завершил выступление | завершил выступление | завершил выступление |

Женщины
| Соревнование     | Спортсмены | Квалификация       | Первый раунд         | Второй раунд          | Третий раунд          | 1/8 финала            | 1/4 финала            | Полуфинал             | Финал                 |
| Соревнование     | Спортсмены | Соперник Результат | Соперник Результат   | Соперник Результат    | Соперник Результат    | Соперник Результат    | Соперник Результат    | Соперник Результат    | Соперник Результат    |
| ---------------- | ---------- | ------------------ | -------------------- | --------------------- | --------------------- | --------------------- | --------------------- | --------------------- | --------------------- |
| одиночный разряд | Чжан Мо    | не участвовала     | CZEХ. Мателова В 4:3 | HUNГ. Пота (23) П 1:4 | завершила выступление | завершила выступление | завершила выступление | завершила выступление | завершила выступление |

### Парусный спорт
Соревнования по парусному спорту в каждом из классов состояли из 10 или 12 гонок. Каждую гонку спортсмены начинали с общего старта. Победителем становился экипаж, первым пересекший финишную черту. Количество очков, идущих в общий зачёт, соответствовало занятому командой месту. 10 лучших экипажей по результатам 10 заплывов попадали в медальную гонку, результаты которой также шли в общий зачёт. В медальной гонке, очки, полученные экипажем удваивались. В случае если участник соревнований не смог завершить гонку ему начислялось количество очков, равное количеству участников плюс один. При итоговом подсчёте очков не учитывался худший результат, показанный экипажем в одной из гонок. Сборная, набравшая наименьшее количество очков, становится олимпийским чемпионом.
Мужчины
| Класс | Спортсмены                   | Гонка | Гонка | Гонка | Гонка | Гонка | Гонка | Гонка | Гонка | Гонка | Гонка | Гонка         | Гонка         | Гонка         | Очки | Место |
| Класс | Спортсмены                   | 1     | 2     | 3     | 4     | 5     | 6     | 7     | 8     | 9     | 10    | 11            | 12            | M             | Очки | Место |
| ----- | ---------------------------- | ----- | ----- | ----- | ----- | ----- | ----- | ----- | ----- | ----- | ----- | ------------- | ------------- | ------------- | ---- | ----- |
| RS:X  |                              |       |       |       |       |       |       |       |       |       |       | не проводится | не проводится |               |      |       |
| 470   | Джейкоб Сондерс Грэм Сондерс |       |       |       |       |       |       |       |       |       |       | не проводится | не проводится |               |      |       |
| Лазер |                              |       |       |       |       |       |       |       |       |       |       | не проводится | не проводится |               |      |       |
| Финн  | Том Рэмшоу                   | 19    | 12    | 22    | 13    | 9     | 17    | 22    | 20    | 20    | 19    | не проводится | не проводится | не участвовал | 151  | 21    |

Женщины
| Класс        | Спортсмены                | Гонка | Гонка | Гонка | Гонка | Гонка | Гонка | Гонка | Гонка | Гонка | Гонка | Гонка         | Гонка         | Гонка | Очки | Место |
| Класс        | Спортсмены                | 1     | 2     | 3     | 4     | 5     | 6     | 7     | 8     | 9     | 10    | 11            | 12            | M     | Очки | Место |
| ------------ | ------------------------- | ----- | ----- | ----- | ----- | ----- | ----- | ----- | ----- | ----- | ----- | ------------- | ------------- | ----- | ---- | ----- |
| 470          |                           |       |       |       |       |       |       |       |       |       |       | Не проводится | Не проводится |       |      |       |
| Лазер Радиал | Бренда Боускил            |       |       |       |       |       |       |       |       |       |       | Не проводится | Не проводится |       |      |       |
| 49-й FX      | Эрин Рэфьюз Даниэлла Бойд |       |       |       |       |       |       |       |       |       |       |               |               |       |      |       |

Открытый класс
Соревнования в олимпийском классе катамаранов Накра 17 дебютируют в программе летних Олимпийских игр. Каждый экипаж представлен смешанным дуэтом яхтсменов.
| Класс    | Спортсмены            | Гонка | Гонка | Гонка | Гонка | Гонка | Гонка | Гонка | Гонка | Гонка | Гонка | Гонка | Очки | Место |
| Класс    | Спортсмены            | 1     | 2     | 3     | 4     | 5     | 6     | 7     | 8     | 9     | 10    | M     | Очки | Место |
| -------- | --------------------- | ----- | ----- | ----- | ----- | ----- | ----- | ----- | ----- | ----- | ----- | ----- | ---- | ----- |
| Накра 17 | Люк Рэмзи Никола Гирк |       |       |       |       |       |       |       |       |       |       |       |      |       |

### Регби-7

##### Женщины
Женская сборная Канады квалифицировалась на Игры, заняв второе место по итогам Мировой серии 2014/2015.
Состав
| Номер | Имя               | Дата рождения | Рост, см | Вес, кг | Клуб                    | Игры | Очки    | Очки       | Очки     | Очки  |
| Номер | Имя               | Дата рождения | Рост, см | Вес, кг | Клуб                    | Игры | Попытки | Реализации | Штрафные | Всего |
| ----- | ----------------- | ------------- | -------- | ------- | ----------------------- | ---- | ------- | ---------- | -------- | ----- |
| 1     | Бриттани Бенн     | 23.04.1989    | 165      | 68      | Guelph Redcoats         | 6    | 1       | 0          | 0        | 5     |
| 2     | Кайла Молески     | 25.10.1990    | 159      | 65      | Williams Lake Rustlers  | 6    | 3       | 0          | 0        | 15    |
| 3     | Карен Пакен       | 03.08.1987    | 172      | 70      | Club de Rugby de Quebec | 6    | 3       | 0          | 0        | 15    |
| 4     | Келли Расселл     | 07.12.1986    | 178      | 83      | Toronto Nomads          | 6    | 1       | 5/8        | 0        | 15    |
| 5     | Эшли Стейси       | 28.06.1987    | 158      | 64      | Lethbridge Rugby        | 6    | 0       | 0          | 0        | 0     |
| 6     | Черити Уильямс    | 20.10.1996    | 162      | 68      | Markham Irish           | 4    | 1       | 0          | 0        | 5     |
| 7     | Дженнифер Киш     | 07.07.1988    | 172      | 73      | Edmonton Rockers        | 6    | 1       | 0          | 0        | 5     |
| 8     | Бьянка Фарелла    | 10.04.1992    | 173      | 73      | Town of Mount Royal RFC | 6    | 6       | 0          | 0        | 30    |
| 9     | Жислен Ландри     | 27.04.1988    | 163      | 65      | Toronto Scottish        | 6    | 5       | 8/14       | 0        | 41    |
| 10    | Ханна Дарлинг     | 30.05.1996    | 174      | 72      | Peterborough Pagans     | 5    | 0       | 0          | 0        | 0     |
| 11    | Наташа Уотчем-Рой | 28.04.1992    | 170      | 67      | Hull Volant             | 4    | 1       | 0          | 0        | 5     |
| 12    | Меган Лукан       | 14.02.1992    | 170      | 58      | без клуба               | 4    | 0       | 0          | 0        | 0     |

| Должность      | Имя         | Гражданство | Дата рождения |
| -------------- | ----------- | ----------- | ------------- |
| Главный тренер | Джон Тейт   | Канада      | 14.08.1973    |
| Менеджер       | Меган Хоуат | Канада      |               |

Результаты
Групповой этап (Группа C)
| Место | Команда        | И | В | Н | П | ОЗ | ОП  | +/-  | Очки |
| ----- | -------------- | - | - | - | - | -- | --- | ---- | ---- |
| 1     | Великобритания | 3 | 3 | 0 | 0 | 91 | 3   | +88  | 9    |
| 2     | Канада         | 3 | 2 | 0 | 1 | 83 | 22  | +61  | 7    |
| 3     | Бразилия       | 3 | 1 | 0 | 2 | 29 | 77  | -48  | 5    |
| 4     | Япония         | 3 | 0 | 0 | 3 | 10 | 111 | -101 | 3    |

| 6 августа 2016 12:30 UTC-3 | \| Канада \| 45:0 (26:0, 19:0) Протокол \| Япония \| \| Жислен Ландри 1', 6' · Кайла Молески 3' · Бьянка Фарелла 4', 9' · Бриттани Бенн 13' · Наташа Уотчем-Рой 14+' · Жислен Ландри 1', 3', 6' · Келли Расселл 13', 14+' · Жислен Ландри 5' · Келли Расселл 9' \| Голы \| \| | Стадион Деодоро, Рио-де-Жанейро Судьи: Джеймс Болабиу |
| Канада | 45:0 (26:0, 19:0) Протокол | Япония                                                |
| Жислен Ландри 1', 6' · Кайла Молески 3' · Бьянка Фарелла 4', 9' · Бриттани Бенн 13' · Наташа Уотчем-Рой 14+' · Жислен Ландри 1', 3', 6' · Келли Расселл 13', 14+' · Жислен Ландри 5' · Келли Расселл 9' | Голы |                                                       |

| 6 августа 2016 17:30 UTC-3 | \| Канада \| 38:0 (26:0, 12:0) Протокол \| Бразилия \| \| Карен Пакин 1', 7+' · Дженнифер Киш 5' · Кайла Молески 6' · Бьянка Фарелла 12', 14' · Жислен Ландри 1' · Келли Расселл 6', 7+', 13' · Жислен Ландри 5' · Келли Расселл 14' \| Голы \| \| | Стадион Деодоро, Рио-де-Жанейро Судьи: Эми Перретт |
| Канада | 38:0 (26:0, 12:0) Протокол | Бразилия                                           |
| Карен Пакин 1', 7+' · Дженнифер Киш 5' · Кайла Молески 6' · Бьянка Фарелла 12', 14' · Жислен Ландри 1' · Келли Расселл 6', 7+', 13' · Жислен Ландри 5' · Келли Расселл 14' | Голы |                                                    |

| 7 августа 2016 12:30 UTC-3 | \| Канада \| 0:22 (0:10, 0:12) Протокол \| Великобритания \| \| \| Голы \| Элис Ричардсон 4' · Эми Уилсон Харди 7+' · Эмили Скаррэтт 10', 12' · Элис Ричардсон 12' · Элис Ричардсон 4' 7+' · Кейти Маклин 10' \| | Стадион Деодоро, Рио-де-Жанейро Судьи: Джессика Бирд                                                                               |
| Канада                     | 0:22 (0:10, 0:12) Протокол | Великобритания |
|                            | Голы | Элис Ричардсон 4' · Эми Уилсон Харди 7+' · Эмили Скаррэтт 10', 12' · Элис Ричардсон 12' · Элис Ричардсон 4' 7+' · Кейти Маклин 10' |

Четвертьфинал
| 7 августа 2016 17:30 UTC-3                                                                             | \| Канада \| 15:5 (5:5, 10:0) Протокол \| Франция \| \| Кайла Молески 6' · Бьянка Фарелла 12' · Жислен Ландри 14+' · Жислен Ландри 6' 13' · Келли Расселл 14+' \| Голы \| Жад Ле Песк 3' · Жад Ле Песк 3' \| | Стадион Деодоро, Рио-де-Жанейро Судьи: Эми Перретт |
| Канада                                                                                                 | 15:5 (5:5, 10:0) Протокол | Франция                                            |
| Кайла Молески 6' · Бьянка Фарелла 12' · Жислен Ландри 14+' · Жислен Ландри 6' 13' · Келли Расселл 14+' | Голы | Жад Ле Песк 3' · Жад Ле Песк 3'                    |

Полуфинал
| 8 августа 2016 14:30 UTC-3                                                   | \| Австралия \| 17:5 (12:0, 5:5) Протокол \| Канада \| \| Эмили Черри 3', 7+' · Хлои Далтон 10' · Хлои Далтон 3' · Хлои Далтон 7+' 11' \| Голы \| Чарити Уильямс 14' · Жислен Ландри 14' \| | Стадион Деодоро, Рио-де-Жанейро Судьи: Раста Расивинье |
| Австралия                                                                    | 17:5 (12:0, 5:5) Протокол | Канада                                                 |
| Эмили Черри 3', 7+' · Хлои Далтон 10' · Хлои Далтон 3' · Хлои Далтон 7+' 11' | Голы | Чарити Уильямс 14' · Жислен Ландри 14'                 |

Матч за 3-е место
| 8 августа 2016 18:30 UTC-3 | \| Канада \| 33:10 (26:5, 7:5) Протокол \| Великобритания \| \| Карен Пакен 3' · Жислен Ландри 7', 17' · Бьянка Фарелла 9' · Келли Расселл 10+' · Жислен Ландри 3', 7', 10+', 17' · Жислен Ландри 9' \| Голы \| Дэниэла Уотерман 5' · Джасмин Джойс 14' · Кэти Маклин 5' · Элис Ричардсон 14' \| | Стадион Деодоро, Рио-де-Жанейро Судьи: Эми Перретт                            |
| Канада | 33:10 (26:5, 7:5) Протокол | Великобритания                                                                |
| Карен Пакен 3' · Жислен Ландри 7', 17' · Бьянка Фарелла 9' · Келли Расселл 10+' · Жислен Ландри 3', 7', 10+', 17' · Жислен Ландри 9' | Голы | Дэниэла Уотерман 5' · Джасмин Джойс 14' · Кэти Маклин 5' · Элис Ричардсон 14' |

Итог: по результатам олимпийского турнира женская сборная Канады по регби-7 завоевала бронзовые медали.

### Современное пятиборье
Современное пятиборье включает в себя: стрельбу, плавание, фехтование, верховую езду и бег. Как и на предыдущих Играх бег и стрельба были объединены в один вид — комбайн. В комбайне спортсмены стартовали с гандикапом, набранным за предыдущие три дисциплины (4 очка = 1 секунда). Олимпийским чемпионом становится спортсмен, который пересекает финишную линию первым.
Женщины
| Соревнование      | Спортсмены     | Фехтование | Фехтование | Фехтование | Плавание | Плавание | Плавание | Верховая езда | Верховая езда | Верховая езда | Комбайн | Комбайн | Комбайн | Всего     | Всего |
| Соревнование      | Спортсмены     | Побед      | Очки       | Место      | Время    | Очки     | Место    | Штраф         | Очки          | Место         | Время   | Очки    | Место   | Результат | Место |
| ----------------- | -------------- | ---------- | ---------- | ---------- | -------- | -------- | -------- | ------------- | ------------- | ------------- | ------- | ------- | ------- | --------- | ----- |
| личное первенство | Донна Вакалис  |            |            |            |          |          |          |               |               |               |         |         |         |           |       |
| личное первенство | Мелани Маккенн |            |            |            |          |          |          |               |               |               |         |         |         |           |       |

### Стрельба
В январе 2013 года Международная федерация спортивной стрельбы приняла новые правила проведения соревнований на 2013—2016 года, которые, в частности, изменили порядок проведения финалов. Во многих дисциплинах спортсмены, прошедшие в финал, теперь начинают решающий раунд без очков, набранных в квалификации, а финал проходит по системе с выбыванием. Также в финалах после каждого раунда стрельбы из дальнейшей борьбы выбывает спортсмен с наименьшим количеством баллов. В скоростном пистолете решающие поединки проходят по системе попал-промах. В стендовой стрельбе добавился полуфинальный раунд, где определяются по два участника финального матча и поединка за третье место.
Женщины
| Соревнование                       | Спортсмены   | Квалификация | Квалификация | Полуфинал             | Полуфинал             | Финал                 | Финал                 |
| Соревнование                       | Спортсмены   | Результат    | Место        | Результат             | Место                 | Соперник/ Результат   | Место                 |
| ---------------------------------- | ------------ | ------------ | ------------ | --------------------- | --------------------- | --------------------- | --------------------- |
| пневматический пистолет, 10 метров | Линда Кейко  | 374          | 38           | не проводится         | не проводится         | завершила выступление | завершила выступление |
| пистолет, 25 метров                | Линда Кейко  | 552          | 38           | завершила выступление | завершила выступление | завершила выступление | завершила выступление |
| трап                               | Синтия Мейер | 67           | 7            | завершила выступление | завершила выступление | завершила выступление | завершила выступление |

### Стрельба из лука
В квалификации соревнований лучники выполняют 12 серий выстрелов по 6 стрел с расстояния 70-ти метров. По итогам предварительного раунда составляется сетка плей-офф, где в 1/32 финала 1-й номер посева встречается с 64-м, 2-й с 63-м и.т.д. В поединках на выбывание спортсмены выполняют по три выстрела. Участник, набравший за эту серию больше очков получает 2 очка. Если же оба лучника набрали одинаковое количество баллов, то они получают по одному очку. Победителем пары становится лучник, первым набравший 6 очков.
Состав сборной Канады в стрельбе из лука на Олимпийские игры был объявлен 6 июля 2016 года.
Мужчины
| Соревнование              | Спортсмены      | Квалификация | Квалификация | 1/32 финала                  | 1/16 финала              | 1/8 финала           | Четвертьфинал        | Полуфинал            | Финал                | Место |
| Соревнование              | Спортсмены      | Результат    | Место        | Соперник Результат           | Соперник Результат       | Соперник Результат   | Соперник Результат   | Соперник Результат   | Соперник Результат   | Место |
| ------------------------- | --------------- | ------------ | ------------ | ---------------------------- | ------------------------ | -------------------- | -------------------- | -------------------- | -------------------- | ----- |
| Индивидуальное первенство | Криспин Дуэньяс | 669          | 18           | ITAМ. Гальяццо (47) В 610:59 | USAЗ. Гарретт (15) П 3:7 | завершил выступление | завершил выступление | завершил выступление | завершил выступление | 17    |

Женщины
| Соревнование              | Спортсмены           | Квалификация | Квалификация | 1/32 финала            | 1/16 финала           | 1/8 финала            | Четвертьфинал         | Полуфинал             | Финал                 | Место |
| Соревнование              | Спортсмены           | Результат    | Место        | Соперник Результат     | Соперник Результат    | Соперник Результат    | Соперник Результат    | Соперник Результат    | Соперник Результат    | Место |
| ------------------------- | -------------------- | ------------ | ------------ | ---------------------- | --------------------- | --------------------- | --------------------- | --------------------- | --------------------- | ----- |
| индивидуальное первенство | Джорси-Стефани Пикар | 585          | 61           | TPEТань Ятин (4) П 1:7 | завершила выступление | завершила выступление | завершила выступление | завершила выступление | завершила выступление | 33    |

### Теннис
Соревнования пройдут на кортах олимпийского теннисного центра. Теннисные матчи будут проходить на кортах с твёрдым покрытием DecoTurf, на которых также проходит и Открытый чемпионат США.
Мужчины
| Соревнование     | Спортсмены                        | 1/32 финала                 | 1/16 финала                               | 1/8 финала                        | Четвертьфинал                       | Полуфинал                     | Финал                |                      |
| Соревнование     | Спортсмены                        | Соперник Результат          | Соперник Результат                        | Соперник Результат                | Соперник Результат                  | Соперник Результат            | Соперник Результат   |                      |
| ---------------- | --------------------------------- | --------------------------- | ----------------------------------------- | --------------------------------- | ----------------------------------- | ----------------------------- | -------------------- | -------------------- |
| одиночный разряд | Вашек Поспишил                    | FRAГ. Монфис (6) П 1:6, 3:6 | завершил выступление                      | завершил выступление              | завершил выступление                | завершил выступление          | завершил выступление | завершил выступление |
| парный разряд    | Вашек Поспишил Даниэль Нестор (7) | Не проводится               | NZLМ. Даниэлл / М. Венус В 4:6, 6:3, 7:66 | PORГ. Элиаш / Ж. Соуза В 6:1, 6:4 | ITAФ. Фоньини / А. Сеппи В 6:3, 6:1 | ESPМ. Лопес / Р. Надаль (6) : |                      |                      |

Женщины
| Соревнование     | Спортсмены                     | 1/32 финала              | 1/16 финала                                 | 1/8 финала                                   | Четвертьфинал         | Полуфинал             | Финал                 | Место                 |
| Соревнование     | Спортсмены                     | Соперник Результат       | Соперник Результат                          | Соперник Результат                           | Соперник Результат    | Соперник Результат    | Соперник Результат    | Место                 |
| ---------------- | ------------------------------ | ------------------------ | ------------------------------------------- | -------------------------------------------- | --------------------- | --------------------- | --------------------- | --------------------- |
| одиночный разряд | Эжени Бушар                    | USAС. Стивенс В 6:3, 6:3 | GERА. Кербер (2) П 4:6, 2:6                 | завершила выступление                        | завершила выступление | завершила выступление | завершила выступление | завершила выступление |
| парный разряд    | Габриэла Дабровски Эжени Бушар | Не проводится            | POLК. Янс-Игначик / П. Каня В 6:4, 5:7, 6:3 | CZEЛ. Шафаржова / Б. Стрыцова 7:64, 2:6, 4:6 | завершили выступление | завершили выступление | завершили выступление | завершили выступление |

### Триатлон
Соревнования по триатлону пройдут на территории форта Копакабана. Дистанция состоит из 3-х этапов — плавание (1,5 км), велоспорт (43 км), бег (10 км).
Мужчины
| Соревнование              | Спортсмены | Плавание | Смена | Велоспорт | Смена | Бег | Итоговое время | Место | Отставание |
| ------------------------- | ---------- | -------- | ----- | --------- | ----- | --- | -------------- | ----- | ---------- |
| индивидуальное первенство |            |          |       |           |       |     |                |       |            |
|                           |            |          |       |           |       |     |                |       |            |

Женщины
| Соревнование              | Спортсмены | Плавание | Смена | Велоспорт | Смена | Бег | Итоговое время | Место | Отставание |
| ------------------------- | ---------- | -------- | ----- | --------- | ----- | --- | -------------- | ----- | ---------- |
| индивидуальное первенство |            |          |       |           |       |     |                |       |            |
|                           |            |          |       |           |       |     |                |       |            |
|                           |            |          |       |           |       |     |                |       |            |

### Тхэквондо
Соревнования по тхэквондо проходят по системе с выбыванием. Для победы в турнире спортсмену необходимо одержать 4 победы. Тхэквондисты, проигравшие по ходу соревнований будущим финалистам, принимают участие в утешительном турнире за две бронзовые медали.
Женщины
| Категория | Спортсмены       | Первый раунд       | Четвертьфинал      | Полуфинал          | Финал              | Место |
| Категория | Спортсмены       | Соперник Результат | Соперник Результат | Соперник Результат | Соперник Результат | Место |
| --------- | ---------------- | ------------------ | ------------------ | ------------------ | ------------------ | ----- |
| до 67 кг  | Мелисса Паньотта |                    |                    |                    |                    |       |

### Тяжёлая атлетика
Каждый НОК самостоятельно выбирает категорию в которой выступит её тяжелоатлет. В рамках соревнований проводятся два упражнения — рывок и толчок. В каждом из упражнений спортсмену даётся 3 попытки. Победитель определяется по сумме двух упражнений. При равенстве результатов победа присуждается спортсмену, с меньшим собственным весом.
Мужчины
| Категория | Спортсмены | Вес | Рывок | Рывок | Рывок | Толчок | Толчок | Толчок | Всего | Место |
| Категория | Спортсмены | Вес | 1     | 2     | 3     | 1      | 2      | 3      | Всего | Место |
| --------- | ---------- | --- | ----- | ----- | ----- | ------ | ------ | ------ | ----- | ----- |
|           |            |     |       |       |       |        |        |        |       |       |

Женщины
| Категория | Спортсмены       | Вес   | Рывок | Рывок | Рывок | Толчок | Толчок | Толчок | Всего | Место |
| Категория | Спортсмены       | Вес   | 1     | 2     | 3     | 1      | 2      | 3      | Всего | Место |
| --------- | ---------------- | ----- | ----- | ----- | ----- | ------ | ------ | ------ | ----- | ----- |
| до 69 кг  | Мари-Ева Бошемен | 68,81 | 98    | 98    | 103   | 130    | 135    | 136    | 228   | 9     |

### Фехтование
В индивидуальных соревнованиях спортсмены сражаются три раунда по три минуты, либо до того момента, как один из спортсменов нанесёт 15 уколов. В командных соревнованиях поединок идёт 9 раундов по 3 минуты каждый, либо до 45 уколов. Если по окончании времени в поединке зафиксирован ничейный результат, то назначается дополнительная минута до «золотого» укола.
Мужчины
| Соревнование          | Спортсмены               | 1/32 финала             | 1/16 финала                | 1/8 финала           | Четвертьфинал        | Полуфинал            | Финал                | Место |
| Соревнование          | Спортсмены               | Соперник Результат      | Соперник Результат         | Соперник Результат   | Соперник Результат   | Соперник Результат   | Соперник Результат   | Место |
| --------------------- | ------------------------ | ----------------------- | -------------------------- | -------------------- | -------------------- | -------------------- | -------------------- | ----- |
| индивидуальная шпага  | Максим Бринк-Крото (26)  | не участвовал           | RUSВ. Анохин (7) П 14:15   | завершил выступление | завершил выступление | завершил выступление | завершил выступление | 27    |
| индивидуальная рапира | Макс ван Хастер (30)     | VENА. Леаль (35) В 15:7 | USAГ. Мейнхардт (3) П 4:15 | завершил выступление | завершил выступление | завершил выступление | завершил выступление | 31    |
| индивидуальная сабля  | Джозеф Полоссифакис (20) | не проводится           | BLRА. Буйкевич (13) П 6:15 | завершил выступление | завершил выступление | завершил выступление | завершил выступление | 23    |

Женщины
| Соревнование          | Спортсмены             | 1/32 финала            | 1/16 финала               | 1/8 финала               | Четвертьфинал             | Полуфинал             | Финал                 | Место |
| Соревнование          | Спортсмены             | Соперник Результат     | Соперник Результат        | Соперник Результат       | Соперник Результат        | Соперник Результат    | Соперник Результат    | Место |
| --------------------- | ---------------------- | ---------------------- | ------------------------- | ------------------------ | ------------------------- | --------------------- | --------------------- | ----- |
| индивидуальная шпага  | Леонора Маккиннон (36) | ROUС. Поп (29) В 15:10 | ITAР. Фьяминго (4) П 8:15 | завершила выступление    | завершила выступление     | завершила выступление | завершила выступление | 32    |
| индивидуальная рапира | Элеанор Харви (16)     | не участвовала         | ALGА. Хелфауи (17) В 15:6 | ITAА. Эрриго (1) В 15:11 | TUNИ. Бубакри (8) П 13:15 | завершила выступление | завершила выступление | 7     |

### Футбол

#### Женщины
Женская сборная Канады квалифицировалась на Игры, заняв второе место по итогам олимпийского квалификационного турнира КОНКАКАФ.
Состав
Результат
Групповой этап (Группа F)
| М | Команда   | И | В | Н | П | Мячи   | ±   | О |
| - | --------- | - | - | - | - | ------ | --- | - |
| 1 | Канада    | 3 | 3 | 0 | 0 | 7 − 2  | +5  | 9 |
| 2 | Германия  | 3 | 1 | 1 | 1 | 9 − 5  | +4  | 4 |
| 3 | Австралия | 3 | 1 | 1 | 1 | 8 − 5  | +3  | 4 |
| 4 | Зимбабве  | 3 | 0 | 0 | 3 | 3 − 15 | −12 | 0 |

| 3 августа 2016 15:00 UTC-3 | \| Канада \| 2:0 (1:0) Отчёт \| Австралия \| \| Бекки 1′ · Синклер 78′ \| Голы \| \| | Стадион: Арена Коринтианс, Сан-Паулу Зрителей: 20 521 Судья: Стефани Фраппар |
| Канада                     | 2:0 (1:0) Отчёт                                                                      | Австралия                                                                    |
| Бекки 1′ · Синклер 78′     | Голы                                                                                 |                                                                              |

| 6 августа 2016 15:00 UTC-3         | \| Канада \| 3:1 (3:0) Отчёт \| Зимбабве \| \| Бекки 7′, 35′ · Синклер 19′ (пен.) \| Голы \| Чиранду 86′ \| | Стадион: Арена Коринтианс, Сан-Паулу Зрителей: 30 295 Судья: Ольга Миранда |
| Канада                             | 3:1 (3:0) Отчёт                                                                                             | Зимбабве                                                                   |
| Бекки 7′, 35′ · Синклер 19′ (пен.) | Голы | Чиранду 86′                                                                |

| 9 августа 2016 16:00 UTC-3 | \| Германия \| 1:2 (1:1) Отчёт \| Канада \| \| Мелани Берингер 13′ (пен.) \| Голы \| Мелиса Танкреди 26′ 60′ \| | Стадион: Национальный стадион, Бразилиа Зрителей: 8227 Судья: Хван-Ок Ри |
| Германия                   | 1:2 (1:1) Отчёт                                                                                                 | Канада                                                                   |
| Мелани Берингер 13′ (пен.) | Голы | Мелиса Танкреди 26′ 60′                                                  |

### Хоккей на траве

#### Мужчины
Мужская сборная Канады квалифицировалась на Игры по итогам полуфинала Мировой лиги 2014/15.
Состав
| Номер         | Имя     | Дата рождения | Рост, см | Вес, кг | Клуб    | Игры    | Голы    |
| Вратари       | Вратари | Вратари       | Вратари  | Вратари | Вратари | Вратари | Вратари |
| ------------- | ------- | ------------- | -------- | ------- | ------- | ------- | ------- |
|               |         |               |          |         |         |         |         |
| Защитники     |         |               |          |         |         |         |         |
|               |         |               |          |         |         |         |         |
| Полузащитники |         |               |          |         |         |         |         |
|               |         |               |          |         |         |         |         |
| Нападающие    |         |               |          |         |         |         |         |
|               |         |               |          |         |         |         |         |

| Имя          | Гражданство | Дата рождения |
| ------------ | ----------- | ------------- |
| Энтони Ферри |             |               |

Результаты
Групповой этап (Группа B)
| Место | Команда    | И | В | Н | П | ГЗ | ГП | +/- | Очки |
| ----- | ---------- | - | - | - | - | -- | -- | --- | ---- |
| 1     | Германия   | 5 | 4 | 1 | 0 | 17 | 10 | +7  | 13   |
| 2     | Нидерланды | 5 | 3 | 1 | 1 | 18 | 6  | +12 | 10   |
| 3     | Аргентина  | 5 | 2 | 2 | 1 | 14 | 12 | +2  | 8    |
| 4     | Индия      | 5 | 2 | 1 | 2 | 9  | 9  | +0  | 7    |
| 5     | Ирландия   | 5 | 1 | 0 | 4 | 10 | 16 | -6  | 3    |
| 6     | Канада     | 5 | 0 | 1 | 4 | 7  | 22 | -15 | 1    |

| 6 августа 2016 18:00 UTC-3          | \| Канада \| 2:6 (1:3, 0:1, 1:1, 0:1) Протокол \| Германия \| \| Марк Пирсон 11' · Киган Перейра 39' \| Голы \| Мориц Фюрсте 4', 33' · Никлас Веллен 6', 46' · Матиас Мюллер 14' · Линус Бутт 26' \| | Олимпийский хоккейный центр, Рио-де-Жанейро Судьи: Марсело Серветто Саймон Тейлор |
| Канада                              | 2:6 (1:3, 0:1, 1:1, 0:1) Протокол | Германия                                                                          |
| Марк Пирсон 11' · Киган Перейра 39' | Голы | Мориц Фюрсте 4', 33' · Никлас Веллен 6', 46' · Матиас Мюллер 14' · Линус Бутт 26' |

| 8 августа 2016 12:30 UTC-3 | \| Канада \| 1:3 (0:1, 0:0, 0:0, 1:2) Протокол \| Аргентина \| \| Скотт Таппер 55' \| Голы \| Матиас Паредес 13' · Гонсало Пейльят 46', 51' \| | Олимпийский хоккейный центр, Рио-де-Жанейро Судьи: Адам Кирнс Саймон Тейлор |
| Канада                     | 1:3 (0:1, 0:0, 0:0, 1:2) Протокол | Аргентина                                                                   |
| Скотт Таппер 55'           | Голы | Матиас Паредес 13' · Гонсало Пейльят 46', 51'                               |

| 9 августа 2016 13:30 UTC-3                                                                                  | \| Нидерланды \| 7:0 (1:0, 2:0, 1:0, 3:0) Протокол \| Канада \| \| Севериано ван Асс 9' · Минк ван дер Верден 25', 52', 60' · Йерун Херцбергер 29', 41' · Роберт Кемперман 58' \| Голы \| \| | Олимпийский хоккейный центр, Рио-де-Жанейро Судьи: Мюррей Грайм Нейтан Стагно |
| Нидерланды                                                                                                  | 7:0 (1:0, 2:0, 1:0, 3:0) Протокол | Канада                                                                        |
| Севериано ван Асс 9' · Минк ван дер Верден 25', 52', 60' · Йерун Херцбергер 29', 41' · Роберт Кемперман 58' | Голы |                                                                               |

| 11 августа 2016 11:00 UTC-3 | \| Ирландия \| \| Канада \| | Олимпийский хоккейный центр, Рио-де-Жанейро |
| Ирландия                    |                             | Канада                                      |

| 12 августа 2016 12:30 UTC-3 | \| Индия \| \| Канада \| | Олимпийский хоккейный центр, Рио-де-Жанейро |
| Индия                       |                          | Канада                                      |